# 法解釈
法解釈（ほうかいしゃく、英: legal interpretation）とは、法の適用に際して条文の意味を明晰化する作業である。法解釈は、紛争や犯罪のような具体的事件が行われ、それがどのような法律に該当するか条文を探し、その条文と事件との関係を考えるという順序で進行する。

## 概要

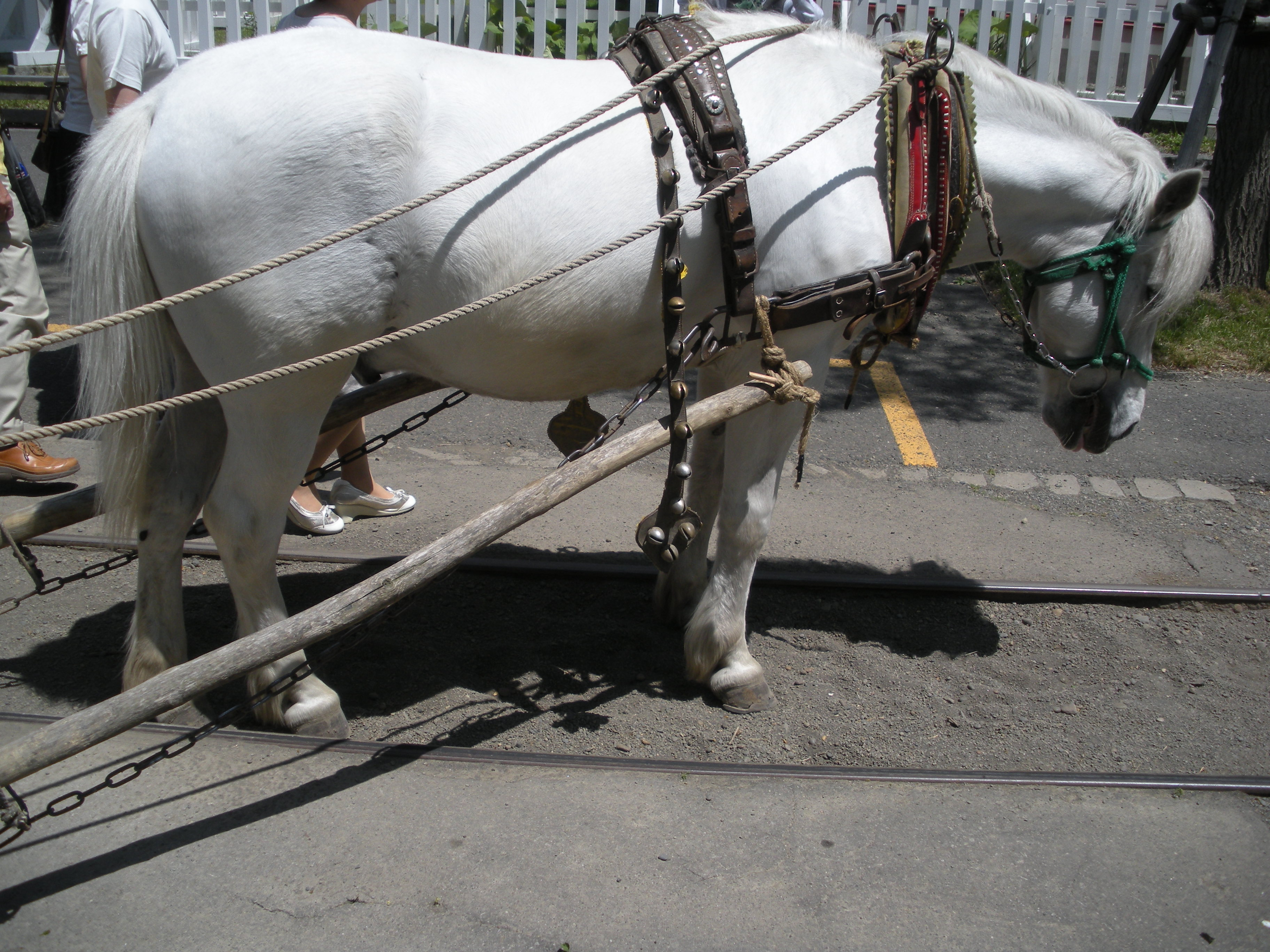
「馬つなぐべからず」という立て札があるときに、牛はつないでも良いのであろうか？

法解釈とは、各種の法源について、その内容を確定することをいう。法源とは、法解釈の対象となる、法の存在する形式のことをいう。文字に表された抽象的規範ないし法則は、たとえそれ自体は一見極めて明瞭なようでも、千変万化の具体的事象に適用するに当たっては、不可避的に解釈上の疑義を生む（右画像参照）。法学の対象とする法もまた例外でないから、法律を暗記してもそれだけでは役に立つものではなく、ここに法解釈の必要が生ずる（→#論理解釈）。
法解釈は、紛争や犯罪について罰するための根拠となる条文を見つけ、該当する条文があればそれを論拠とし、解釈によって自説と条文を結び付けて行われる。法解釈は、犯罪や紛争に関与した人を裁く裁判所や、刑法に基づき実力を行使する警察などによって行われる。刑法に違反した者は犯罪者となり刑罰を受けるだけに留まらず、職や家族などの今まで築いてきた関係性や将来の職業選択の自由を失う可能性も生じることになる。したがって、刑法など刑罰法規においては、類推解釈は類似か否かがあいまいで刑罰権が恣意的に拡張されるおそれがあるため、罪刑法定主義の原則に従って禁止されている（→#反対解釈・類推解釈）。
法解釈においては、単に具体的事件のみに妥当な結論を導くことができれば足りるものではなく、同種の事件が生じたときにも、同様の結論を得ることができるように客観的に行われなければならない。さもなければ、どのような行為があればどのように法的に判断・処理されるかについて一般人が不安をもつ必要のない状態、すなわち法的安定性が害されてしまうからである。したがって、法解釈においては、法的安定性を害すること無く、いかにして個別の事案についての社会的正義、すなわち具体的妥当性を発揮するかが最大の課題である（→#立法者意思説と法律意思説）。そして、注意しなければならないのは、法的安定性と具体的妥当性のどちらを重視し、両者をどこで調和させるかは、時代によって（→#概念法学と自由法論）、また法律の領域によっても異なってくるということである（→#刑法及び行政法における慣習法）。要するに、解釈という論理操作を経ずに意味の明瞭な法は、一つも無いと言ってよい。
そこで、次のように言われている。

## 法解釈の対象
近現代における法解釈学は、イルネリウスをはじめとする註釈学派がスコラ神学における聖書解釈技法を取り入れて、成文のローマ法大全の解釈方法としたものに由来するところが大きい。しかし、法源は法典を始めとする明文の制定法（成文法）に限られないから、慣習法や判例法などの不文法についても、解釈は必要である。成文法以外に法源を認めるか、認めるとして成文法との関係をどのように捉えるのかについては、法解釈の基本的態度の違いに直結するから、裁判の前提たる法源を明らかにする法源論は、法解釈のあり方を考察するにあたって必須の一大要素である。

### 慣習法
慣習法とは、慣習に基づいて成立する法のことをいう。判例を含めたものをいう場合もある。

#### 悪法は法か

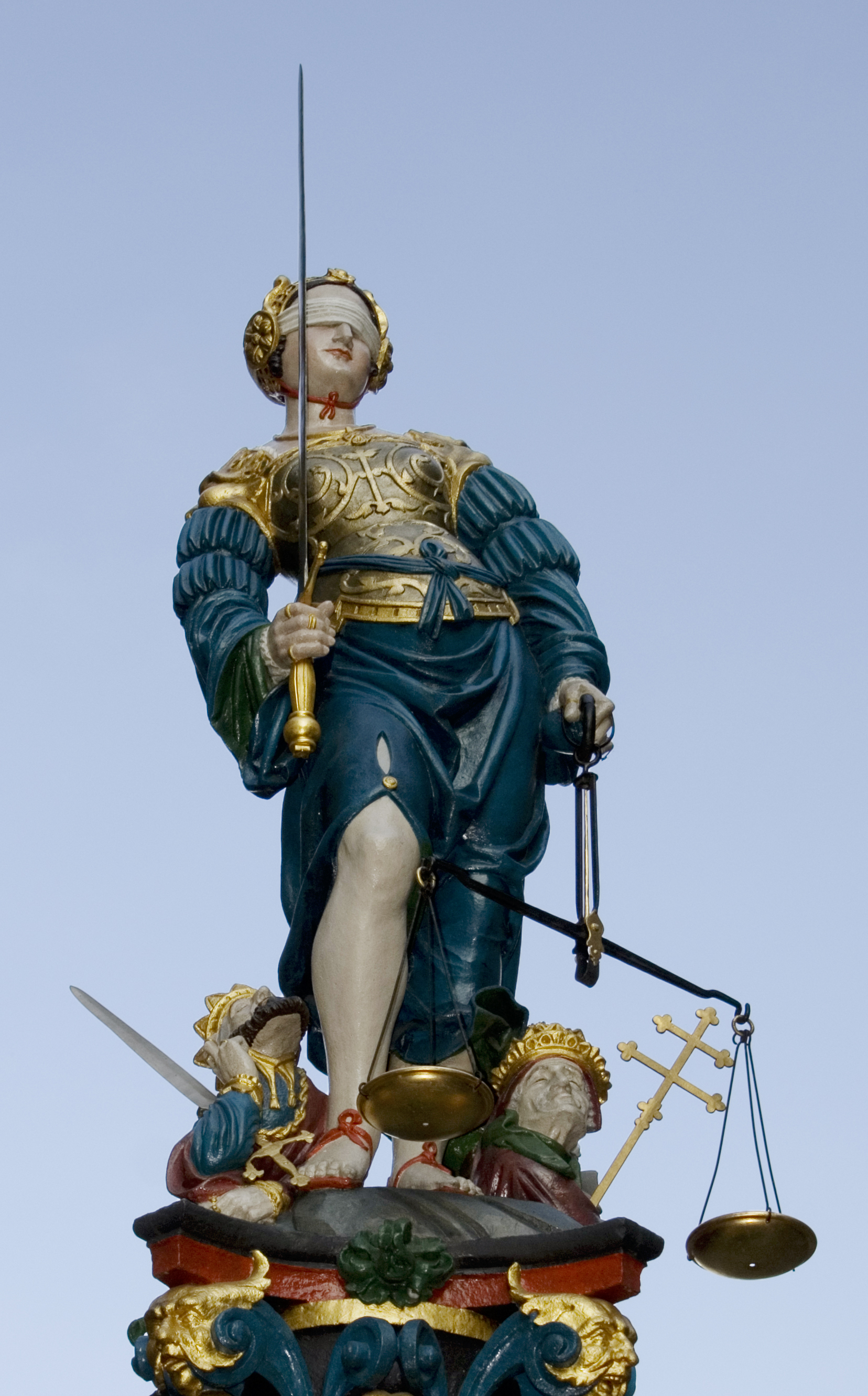
1543年、Hans Gieng作、スイス・ベルンのテミス像。目隠しされた正義の女神像は、法の下の平等原則から要請される法的安定性の確保のための、個別的事案の特殊性への意図された無関心を象徴する。アリストテレス以来の西洋正義論の中核は平等という思想にほかならなかった。

歴史的沿革のうえでは、慣習法は成文の制定法に先立つものであるから、両者に共通する法解釈の根本問題は慣習法より生まれた。
すなわち、原初社会においては、人々は例えば正義の女神テミスの名を冠した神託裁判によってなされたというだけでその結果を受け入れるのが普通であったが、社会の発達にしたがってその思想は次第に変化し、公平さを求めて次第に神託そのものも同種の事件は同様に扱うようになっていった。故に、そのような神託裁判もまた慣習法の起源もしくはその一種であると考えられている。
法的安定性の重視を端的に表す有名な法格言、「悪（酷）法もまた法なり」も、本来は古代ローマにおいて制定法ではなく慣習法についていわれたものである。慣習法は民衆一般より自然的に生じるものであるから、たとえ他民族からみてそれが過酷に過ぎるものであっても、当該社会では通常のこととして認識されるからである。一方、制定法においては、これとは逆に人為的に社会を改善しようとするものであるから、「至厳の法は最大の不正義」（悪法は法にあらず）という法律格言がかなり古くから行われていたことはキケロの著書中に確認することができ、この格言はイギリスの衡平法裁判の起源となるなど、ヨーロッパ各国に継承されたのであるが、後の18世紀末から19世紀の立法権過信時代には、かえって正反対の「悪法も法なり」が制定法について承認され、道徳と法律の厳格な峻別が主張されるに及んだのである。その結果として現れたのは、裁判官の権力縮小と、慣習法の効力否認であった。
つまり、法解釈においては、悪法もまた法であるとのテーゼに対し、これを肯定的に解して客観的な成文法のみをその対象とすることで司法を拘束し、もっぱら立法によってその是正を図ろうとする立場と、それとは逆に、司法を信頼して成文法以外に広くその対象を求めることによって悪法の不備を是正しようとする立場との二大潮流がありうることになる。

#### 慣習法解釈の問題点

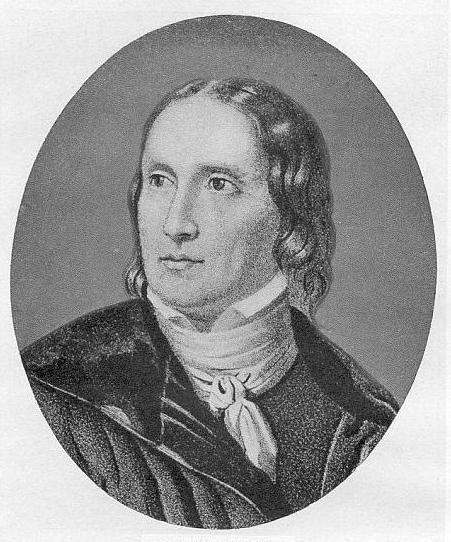
歴史法学派の巨頭にして、近代法学の祖とされるサヴィニー。民族精神に裏付けられた慣習法の蓄積による緩やかな法形成という理想は、古城を愛でるかのようなロマン主義に基づくものとして文学者のゲーテとの同源性を指摘され、しばしばアンゼルム・フォイエルバッハ及び詩人シラーとに対比される（→#概念法学と自由法論）。

元々既存の成文法中に存在が予定されていなかった現象であっても、譲渡担保のように独自の発展を遂げ、裁判実務上もしばしばその俎上にあがるものがある。日本では、平成16年には動産の譲渡担保を正面から認める立法が成立したが、そのような法律が存在しなかった時代においては、民法上認められた質による以外の担保方法は法律上の保護を与えられないと解する余地も理論上ありえた。このように、人為的に制定された成文法すなわち実定法のみが法源であって、慣習法などの不文法は実定法が明文を持って許容しない限りは法源になることはないという考え方を、法実証主義という。
これに対し、判例・通説において承認されていたように、民法上の質権の規定を、動産担保の全てを規律する規定ではなく、動産を質という制度で担保にする場合だけの規定だと解釈すると、所有権を譲渡する方法で担保にすることについては、民法の規定が欠けているということになるから、慣習法による補充が許容されるということになる。このように、慣習法の解釈においては、慣習そのものが本来明確なものでないから、その存在、内容などをある程度はっきり確定させ、#成文法と調和させることが重要な任務になる。
慣習法と成文法の調和の仕方を巡っては、成文法の優位を説いて法と道徳の峻別を重視する法実証主義と、成文法と慣習法の連続性を強調して両者の共通点に着目する自然法論の対立があり、前者が慣習法を排除して悪法もまた法なりのテーゼを肯定するのに対して、後者が悪法は法ではないとの立場に結びつくものであると説明されることがある。
しかし、歴史法学の立場から、自然法論を批判する論者が慣習法の尊重を説くこともあり、また逆に自然法論者が不文の慣習法の排除を説いて悪法もまた法なりに傾斜することもあるから、厳密に言えば、両者が必ずしも対応するわけではないとも考えられている。
例えば、18世紀から19世紀にかけてのフランスにおいては、自然法の現れとみなされたナポレオン諸法典による慣習法の統一を背景に、法典化されなかった慣習法の効力を否定して、紛争はことごとく法文解釈の枠にはめて規律しようとしていた。一方、ドイツにおいては、1794年に成立したプロイセン一般ラント法が同様の見地を徹底して詳細かつ網羅的な立法を試みたが、その故に法典が極度に膨張して挫折を強いられ、法の普遍性を強調する自然法学派に対し、法の歴史的必然性を強調する歴史法学派により、フランスとは逆に、早急な人為的立法によることなく、社会的な自然の慣習法の発達に多くを委ねるべきとの立場が有力になった。当時ヨーロッパを席巻していたロマン主義（右画像参照）や進化論、及び分断化されていたドイツの政治的事情が背景にある。ナポレオン戦争の影響によって、ティボーらにより、国家統一のための統一的な法典整備の必要が叫ばれたのに対し、サヴィニーをはじめとする歴史法学派が反対したのはこのためであった（法典論争）。ところが、19世紀末から20世紀にかけて、ナポレオン法典の老朽化とドイツ民法典の制定によって、両国の解釈態度は逆転し始めたのである。
これに対し、英米法特にイギリス法は、このようなフランス・ドイツを中心とする大陸法における法典化運動、すなわち慣習法の全面的な制定法化には従わなかった。むしろ、かつてドイツの歴史法学派が主張したように、成文法の制定は慣習法の個々の点について生じた誤りを是正するためにのみなされるべきだと考えられたのである。

これは、成文法は立法者の恣意によって変動しうるから、それよりも何世紀にもわたる慣習法と判例法の蓄積によって、裁判官を拘束し恣意的判断を防ぐことが合理的であると考えられたためである。
一方、大陸法の法制度を採る国々においては、もし法源として成文法を重視する主義に立てば、法源の明確さゆえに法的安定性の確保に資するが、反面、慣習法や判例法のような不文法をも重視する主義によれば、柔軟な解釈によって、より具体的妥当性を実現しやすいと考えられている（もっとも、過度の成文法偏重はかえって法的安定性を損なうと考えられるし、成文法を重視する立場に立っても、しばしば成文法規の中に「書かれざる法」を読み込もうとすることについては後述）。

#### 刑法及び行政法における慣習法

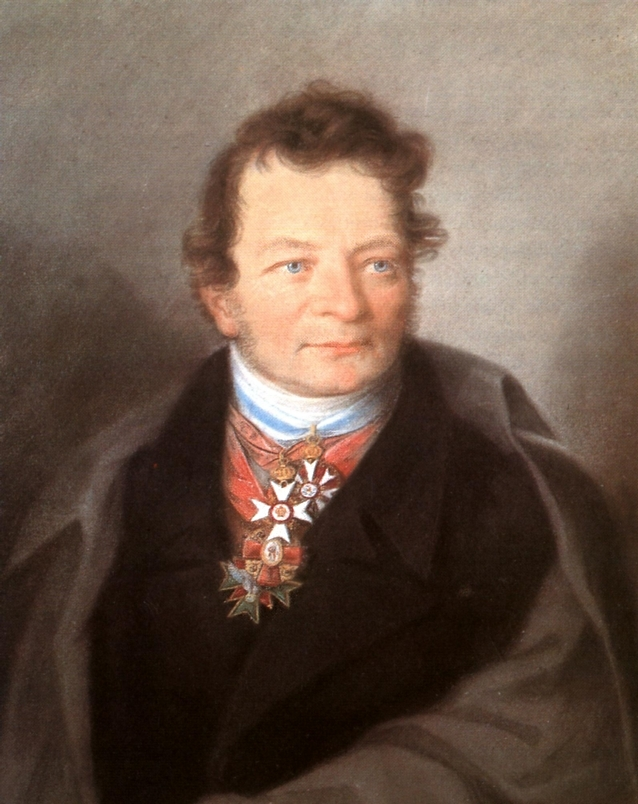
犯罪と刑罰の均衡を説くベッカリーア、ベンサム、J.S.ミルらの潮流を受け、カントの影響の下罪刑法定主義の理論的基礎を構築したアンゼルム・フォイエルバッハ。バイエルン刑法典の起草者であり、法典論争ではサヴィニーに対抗する論陣を張った。

近代刑法においては、「法律なければ犯罪なく、法律なければ刑罰なし」という法格言に表されるように、どのような行為が犯罪となり、どのような刑罰が科されるのか、あらかじめ成文法で定められていなければならないという罪刑法定主義の原則があるため、慣習法や#条理を独立の法源とすることは許されない。もっとも、例えば「法令又は正当な業務による行為は、罰しない」とする、日本刑法35条のように、成文の「法令」によらない慣習法の解釈に委ねたとみられる規定もあることから、成文法規の解釈に当たって慣習や条理を考慮することまで排除されるわけではない。
行政法分野においても、法的安定性の確保及び三権分立による国家権力の恣意的行使の抑制という見地から、現に存在している法律による行政の原理に依拠した国家権力のコントロールが重要になる。つまり、慣習法の成立する余地は本来少ない。
したがって、この観点からは、日本において広く行われている行政指導には批判がある。行政指導に従うべき法的な義務は無いが、これに抵抗することは実際上困難なことが多く、違背すると法令の根拠があるとは限らないにもかかわらず、しばしば事実上の不利益を受けるからである。
もっとも、問題のある行為に対して、いきなり法令の適用という最終手段に訴えることを抑制しつつ、望ましい適法状態の具体的実現を図ることによって、具体的妥当性を実現しうるという積極的意義をも認めることができる。
一方で、行政指導を信頼してした私人の行為に対し、行政機関が先の行政指導と矛盾した扱いをする場合、信義誠実の原則違反、禁反言の法理に対する違反を理由に（→#概念法学と自由法論）、不利益を受けた私人の側からの行政訴訟を提起される場合が多々あり、行政法学上重要な解釈問題になっている。
また、税法分野は特に法的安定性への要請が強い領域であり、近代法の下では租税法律主義が妥当するから、法解釈において慣習法の入り込む余地は更に少なくなる。租税は国民から強制的に財産権を奪うものである以上、近代法治主義の理念に基づき、立法機関の承認を受けたものでなければならないからであり、租税法律主義の趣旨を損なわない範囲で、規定の細部を政令などに委任することが許されるだけである。逆に言えば、法律に特別な規定のない限り、政府の先例それ自体には原則として裁判官への拘束力は認められないが、行政庁における長年にわたる取扱例が、広く一般国民の間に社会的な法的確信を得るに至った場合、これを無視することは法的安定性を害するから、行政先例法と呼ぶ一種の慣習法として、先例にも解釈上一定の法的拘束力が認められる場合がある（→#法解釈の主体）。

#### 民事法及び手続法における慣習法
罪刑法定主義や行政による法律の原理のような厳格な要請がない民事法（私法）分野においても、国民の権利・利益に関するものである以上、裁判はなるべく立法府の適法な手続によって制定された成文法によるべきではないのか、そもそも法とは何であるかの問題と深く関わっている。
特に、成文法を中心とする大陸法においては、成文法を正面から否定する解釈態度は避けなければならない。そこで、刑法と同様、成文法の解釈上慣習法を取り込むことによって、両者を調和させる努力をすべきことになる（#論理解釈）。注意すべきは、たとえ同じ民法の解釈であっても、債権のように当事者の個別的関係を取り扱うものについては、具体的妥当性により重きを置くべきものが多くなると考えられているのに対して、物権・相続・法人のようなものは、統一的取り扱いの必要から、少なくとも一般論としては法的安定性の要請が比較的強くなると考えられていることである。
例えば、現代の複雑な法律関係を簡明に処理するためには、当事者にとっても第三者にとっても、婚姻成立を客観的に明確にしておくことが望ましいとの立法趣旨から、日本民法第739条（旧775条）は戸籍法上の「届出」という適法な手続を経ることを「婚姻」の成立要件として要求しており、慣習に則って結婚式をし、夫婦の実質を伴った共同生活をしていようとも、それだけでは法律上の「婚姻」と認めることはできない。だとすれば、「届出」を経ない内縁については、本来一切の法律的効果は認められないはずである（反対解釈）。これに対し、世間一般では夫婦と認められるにもかかわらず、法律が夫婦と認めないという関係は民法の予定しないものであると解釈すると、内縁関係に適用される法律の規定が無いことになり、慣習法による補充は法の許容するものだという結論を導くことができる。現在の判例・学説は、内縁を社会の習俗・道徳と法律の食い違いから生じた一種の準婚関係とみて、一定の範囲で婚姻に準じた取扱いをしようとして、本来の立法趣旨である法的安定性を尊重しつつ、具体的妥当性を発揮させようと努力している。
このほか、訴訟法などの手続法の分野においても、裁判所書記官などによる事務の慣習が実務上一定の役割を果たし、立法化されることもある。

#### 国際法における慣習法
主に主権国家間の関係を規律する国際法においても、慣習法の存在を認めることができる。これに対し、法の本質を主権者による命令であるとするオースティンらによって、主権者による強制という要素を欠く国際法の法的性質を否定する見解もかつては主張されていたが、1921年に制定された常設国際司法裁判所規程は、国際条約のみならず、国際慣習法が裁判上の直接の基準となることを認めており、国際慣習法は国際条約と並ぶ重要な法源として機能している。伝統的な通説は国家の意思が明示的又は黙示的に国際慣習法に同意していることをその根拠であるとしており、ある事項に関する諸国家の一般的な慣行が認められることと、その慣行が全ての国によって遵守・履行されなければならないという法的ないし必要的信念という二要件を慣習法の形成要件として立ててその解釈基準としている。そのような意思的・主観的要件への批判もある（→#概念法学と自由法論）。

### 判例法
「判例」という言葉は、一般には、過去に出された裁判例を指して用いられることもあるが、法解釈分野においては、過去の裁判の内、現在も法源として拘束力を持つものをいい、とくにこれを判例法ということがある。判例法の解釈においては、個々の具体的裁判例を帰納的に観察し、類似の事案から一定の抽象的法則を抽出して、一般的に妥当する射程を明らかにすることが必要である。

#### 判例法解釈の問題点
判例を法源としてどれだけ尊重し、判例法としての事実上又は法的な拘束力を認めるかは、法的安定性を脅かすことのないよう、かつ個々の事案についての具体的妥当性を実現させるという、矛盾・対立する要請をいかに調和させるかの問題でもある（→#立法的解釈の問題点）。
特にイギリスでは、法的安定の確保のために上級審の判例遵守の原則が立てられている。もっとも、1966年には、厳格な先例拘束の原則が緩和され、判例の変更が可能になった。
これに対し、アメリカ法においてはイギリスのような中世以来の判例法の伝統を欠いており、フランス法系のルイジアナ州に典型的にみられるように各州の法制度の独立性が高いこと、訴訟が頻発し判例の蓄積が極めて膨大という社会的事情などと相まって、判例の拘束力は相対的に弱いものとなっている。
英米法では、勝訴・敗訴や違憲・合憲といった判決の結論それ自体や、判決文が言及する一般論の全てが法源としての拘束力を持つものとは考えられておらず、一般に、判例とは判決の結論を導くうえで重要な意味のある法的理由付け、即ち判決理由のことを言い、そのような意味を持たない傍論との区別の手法が発達している。
これに対し、大陸法においては直接の法源とはならないが、成文法を補充するものとして、事実上の法源としての一定の拘束力を認めることができる。この範囲については、英米法の国々との比較においてさえ最高裁判所の判例をより強く重視する傾向の強い日本法においても、英米法と同様判例はレイシオ・デシデンダイのみに限られると解するのが通説であるが、実際には必ずしも厳密に区別されて運用されているわけではなく、最高裁判所の傍論もまた下級審の裁判実務に指導的な役割を果たし、事実上の法源として機能する事が少なくない。

#### 刑法及び行政法における判例法
罪刑法定主義の下では、一般に判例の法源性は否定されている。しかし、法律の規定を超えて犯罪や刑罰をみとめるのではなく、成文法の抽象的内容を解釈によって具体化してその内容をより明確にする、という意味での二次的な判例法を認めるのであれば罪刑法定主義に反しないばかりか、法的安定性の確保に役立つという意味で、むしろ罪刑法定主義の要請するところであるとも考えられている。
行政法についてもこれに準じて考えられるが、成文法が整備されていない分野も少なくないため、法律による行政の原理にもかかわらず、判例の果たす役割が実際上極めて重要であると指摘されている。

#### 民事法及び手続法における判例法
民事法の領域では判例法による新たな法規範の生成は顕著にみられる。民事事件では、刑事事件と異なり裁判所は該当する法律が存在しない（法の欠缺）という理由で紛争当事者が求める裁判を拒否することは許されないから、事案に適合する規範を発見・創造して裁判しなければならないためである。

手続法の分野についても同様で、たとえ詳細な成文法令が整備されていても、なお法の予定しなかった問題が生ずることは避けられないから、やはり判例法が重要な役割を果たす。

#### 国際法における判例法
国際法においても、前述の国際司法裁判所規程により、判例法を二次的な法源とすることが認められている。しかし、判決におけるレイシオ・デシデンダイと傍論とを区別しないで引用するという慣行が裁判上定着しており、解釈上の問題点となっている。

### 条理
条理とは、物事の筋道であり、人間の理性に基づいて考えられるものをいう。
ある事件について適用すべき制定法の不備・欠缺があり、適当な慣習法も判例法も無い場合に、この条理に基づく裁判をすることができるかは困難な問題である。なぜなら、裁判官が裁判に際して制定法・慣習法のほかに拠るべき基準を自ら発見するのは困難が伴うとともに、その判断の客観性が問題とならざるをえないからである。そこで、英米法においてしばしば条理として採用されたのはローマ法であった。また、自然法論者であったトマス・アクィナスは、人の法は神の法によって補完されなければならないと主張したが、聖書が法源となることによってかえって魔女裁判のような恣意的な裁判を許し、アンシャン・レジームの理論的支柱となって、フランス革命の遠因になったと批判されている。19世紀の歴史法学が、自然法思想を徹底的に排撃しようとしたのはこのような背景がある。
一方、成文法がある程度整備されている場合には、近代的な三権分立の原則から、可能な限り成文法の枠内で補充的に条理を取り込む解釈によって、法的安定性と具体的妥当性の調和をはかることができると主張される（→#論理解釈の典型例）。このような立場からは、シェイクスピアの『ヴェニスの商人』や大岡忠相の大岡政談などに対しては、狡猾な脱法行為であるとして法的安定性の観点から批判的な目が向けられることもある。
もっとも、いかに成文法の解釈及び判例・慣習法による補充をもってしても、なお法律の不備が生じることは避けがたいと考えられる。そこで、司法を信頼して裁判官の自由な裁量を認め（→#立法的解釈か学理解釈か）、正面から条理の法源性を肯定すべきであるという自由法学に代表される立場も有力化しており、例えば後述するスイス民法1条をはじめ、オーストリア普通民法7条やイタリア法例3条2項等は、明文で条理の法源性を認めたものと解されている。このような立場は、人為的な成文法の上に普遍的な自然法を認める自然法学派の主張が形を変えて現れたものとみることができる。
日本でも、明治8年には、民法典が制定されておらず、統一的・近代的な法慣習も無かったことから、明治八年太政官布告百三号裁判事務心得第三条において、「民事ノ裁判二成文ノ法律ナキモノハ習慣二依リ習慣ナキモノハ条理ヲ推考シテ裁判スヘシ」とされ、これに基づく裁判が為されたが、何をもって条理とすべきか紛糾した。フランス法系の法律学校で学んだ者はフランス法を条理であるとし、イギリス法系の法律学校で学んだ者はイギリス法を条理として援用し、日本の昔の教育を受けた者は昔の道徳倫理を基礎に物事を決し、その不統一が問題となったのである。実際に施行されることのなかった旧民法が公布されたときにおいても、裁判官や学者がこれを事実上の法源として利用・研究したのはこのためであった。民法典が制定された直後には、条理を法源から排除すべきと主張されたこともあったが、この裁判事務心得の規定は21世紀に入っても廃止されておらず、なお効力を保っているとみられており、古い判決文の中にも「筋合」とか新しい時代の「社会の観念」を理由とするものがしばしば見受けられる。特に、国際私法分野において強調されることが多い。しかし、これは成文法の解釈にあたって考慮すべき一要素として条理があるという当然のことを確認した規定にすぎないとみることもできるから、必ずしも条理の独立の法源性を強調する必要はないと考えることも可能であり、法解釈の考え方の違いを巡って理論的な対立がある。

### 学説
学説も、歴史的には法源たりえてきた。特に、古代ローマ帝政時代には皇帝の勅許に基づいて法学者に法律問題を解答する権限が与えられ、ハドリアヌス帝の時代になると、解答権を有する法学者の意見が合致するときには、法律としての効力が認められた。その集大成が、ユスティニアヌス帝の命によって編纂され、後のパンデクテン法学で重要視されてドイツ民法典の基盤となった、ローマ法大全中の要部を占める『学説彙纂』である。ただし、ユスティニアヌス帝の時代には、学説は法典化された限りにおいて法源として承認されたにとどまり、これに対する学説の法源性は完全に否定されていたことに注意する必要がある（後述）。
近世においても、権威ある学者の学説はしばしば法源と同等の価値を認められ、例えば、17世紀のザクセンにおいては、ライプチィヒ大学の正教授であったベネディクト・カルプツゥの著書『プラクティカ・ノーヴァ』は、1世紀以上にもわたってほとんど刑法典と同等の効力を認められていた。
近代以降においても、学説は問題解決の手がかりを与え、新たな立法や判例法の形成、条理の探求等において、成文法を補う二次的・補助的な法源としての性格を認めることは可能である（→#学理的解釈の問題点）。例えば、19世紀の終わりの30年の間、ドイツの裁判所では、ローマ法を基本的な法源としつつも、多くの事案がローマ法大全を体系化・抽象化したベルンハルト・ヴィントシャイトの主著『パンデクテン法教科書』に従って判断・処理された。また、1900年に成立したドイツ民法典もヴィントシャイトの学説の影響が非常に強く、特にその第一草案は「小ヴィントシャイト」と呼ばれたほどであった。しかし、近代三権分立原則の下においては、学説は単独で法源となることはない。
20世紀以降の現代においては、成文法の草案の立法理由書や、著作群に現れた起草委員の学説であっても、裁判官を直接拘束する法源とはならないというのが一般的な理解である（法律意思説）。起草者個人は立法権を有する立法者自身ではないからである。むろん、重要な解釈資料としての価値までが失われるわけではない。
一方、イスラム法系においては、第一次的な法源はコーラン及びムハンマドの言行録であるハディースであるが、イスラム法学者の著作群にも伝統的に一定の範囲で法源としての効力が認められてきた。もっとも、その解釈手法においてはスンニ派の四学派と、これに対するシーア派とがあり、各派により解釈の手順・内容が異なっている。
なお、日本の律令制を含む中国法系においては、時代によっては司法官僚による法解釈技術自体は相応に高度なものを有していたが、法家思想が衰退したことによって法学者が育たず、一貫したものとしての体系的な法解釈学が後世に継承され発展するところヨーロッパ法学に比べて稀であった。

### 成文法

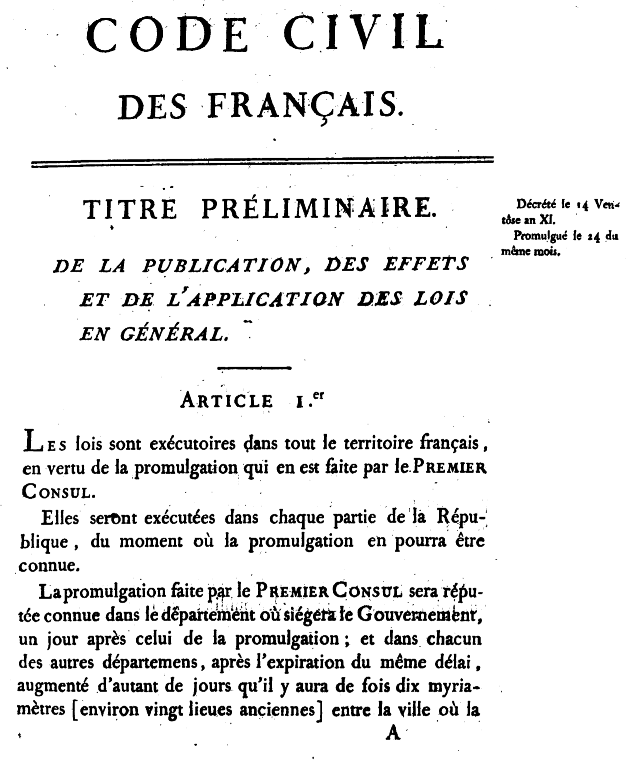
フランス民法典は、ローマ法に影響を受けながらも、慣習法の集大成にフランス革命の精神を加えて成立したものであった。

大陸法系において最も重要な任務は、文字によって明示され、一定の手続を経て制定された成文法（制定法、実定法）の解釈である。成文法規は、主権者の委任により、立法権に基づき、司法的判断の恣意性を排除し、客観性を保障する機能を持つべく制定されたものであり、法規自体がひとつの利益衡量に基づく結果の集積ともいえるものであるから、客観的な条文を離れていたずらに理論学説に走り、あるいは法律の立場を離れた生の主観的価値判断、いわゆる裸の利益衡量のみによって法律を議論することは厳に慎まなくてはならないとしばしば警告される。
もっとも、立法府が制定した法律を補充するものとして、政令・規則等の命令や条例等があるから、これらを含めた法令全体が法解釈の対象になる。
なお、行政機関が統一的取り扱いの確立のために内部的に発する訓令・通達などは、前述のとおり慣習法となりうるものの、直接には裁判官を拘束する法令には含まれない。

#### 一般法と特別法
ある事柄につき一般的に規定した法がある場合に、その事柄につき特定の場合に限って異なる内容を定めた法があるときには、この2つの法は、一般法と特別法の関係に立つといわれ、特別法が優先して適用される。
例えば、民法は私法の一般法であるが、商事については、商法が特別法となる。もっとも、商法の特別法も存在するのであって、この一般法・特別法の区分は相対的なものに過ぎない。法令によっては明文の定めを置く場合もあるが（#立法的解釈）、そういう明文の定めが無い場合においても、当該法令全体の趣旨から判断する必要がある（#論理解釈）。また、同一の法令の各規定同士の関係においても、同様な判断が必要である。

#### 上位法と下位法
各種の法形式相互間で、競合する所管事項について内容に矛盾衝突が生じることがある。この場合、例えば日本法上、国会の制定した法律は、行政機関の定めたの命令・規則よりも上位の法であるとして優先される。つまり、上位法は常に下位法よりも強い効力をもつため、下位法は上位法に反する定めを置くことはできないし、そのような解釈を採ることもできない。憲法は上位法の典型例であり、法律は可能な限り憲法に適合するように解釈しなければならないことは、特にアメリカの判例が多く言及するところである。憲法と条約とが矛盾するとき、どちらが上位法として優先されるかについては議論があるが、条約の高度の政治性故に、アメリカ及び日本の司法は伝統的に違憲審査の適用には慎重な態度を採っている。司法はどこまで行政の政治的判断を尊重すべきか、三権分立の理解にかかわる問題である。

#### 前法と後法
上記と異なり、ある法律と別の法律というように、同等の効力を持つ同位の制定法の内容が矛盾する場合、時間的に後に出来た方が優先する。立法者の意思を推定・仮定すれば、前法に矛盾する後法をあえて制定するのは、前法を改める趣旨であると考えられるからである。したがって、例えば甲法が制定・公布された後、それが施行される前に乙法が制定・公布され施行された場合でも、甲法を改めるのが乙法の立法趣旨であると考えられるから、先に施行された乙法の方が後法であるとして優先することになる（→#立法的解釈）。
もっとも、いかなる法体系の下にも当然にこのように考えられるわけではない。例えば、イスラム法系においては、法源たるコーランは神が創ったものであるから、人為的な後法によってこれを改変することは許されない。社会主義国家における法体系も、マルクス主義に代表される一定の思想ないし世界観を基盤としたものであるし、イギリスのコモン・ロー法体系における古来の不文の慣習法についても同様に、人為的な後法による改変には限界があると考えられる。そのような法体系を採らない国々においても、国家の最高法規である憲法典については、憲法の基礎にある人類普遍の原理と考えられるものまでは改正によって排除することはできないと考えられることが多い。立法府をどこまで信頼することができるか、法治主義の本質の理解に関わる問題である。

#### 強行法規と任意法規
強行法規（強行規定）とは、公益上の理由に基き、意思によって適用を免れることが許されないものをいい、刑法をはじめとする公法に属する法規はその典型である。また、私法中においても公の秩序に関する規定については一般にこの効力を有するものと解される。これに対して任意法規（任意規定）とは、当事者の意思をもって適用を免れることができるものをいう。
日本民法第91条（任意規定と異なる意思表示）
法律行為の当事者が法令中の公の秩序に関しない規定と異なる意思を表示したときは、その意思に従う。
民法中の規定はその典型であるが、任意法規かどうかは、一法律中の各条規に付いて為す区別であるため、民法だから当然に全て任意法規であるというわけではなく、民法典中にも当事者の意思や合意によって排除することができないものは存在する。
日本民法第90条（公序良俗）
公の秩序又は善良の風俗に反する事項を目的とする法律行為は、無効とする。

#### 条約の解釈
条約の解釈については、条約法に関するウィーン条約31条1項に「文脈によりかつその趣旨及び目的に照らして与えられる用語の通常の意味に従い、誠実に解釈」しなければならないと定められた。このような解釈方法は客観的解釈と呼ばれ、条約の解釈の原則的な方法とされている。

## 法解釈の主体
法令の最終的な解釈は司法権を有する裁判所が行うものであるとすることは、裁判所のみが法令の解釈をすることを意味しない。国、地方公共団体の立法機関や、行政機関、学者、弁護士、その他の一般私人も、学問的探求のため、或いは紛争の解決・予防のために、法令の解釈を行うことが必要になる。その解釈によって裁判所を拘束することができるかは別問題であるというだけである。
そこで、多様な解釈が成立しうる中で、個々の学者や弁護士などの一般私人による解釈すなわち#学理的解釈（無権的解釈、私解釈）に対比して、権威を持つ公的機関（裁判所のみならず立法府、行政機関等）による解釈を有権解釈（公解釈、公定解釈、公権的解釈）と呼ぶことがある。この有権解釈の内、行政機関のする有権解釈を特に行政解釈と呼ぶこともあるほか、後述するように、立法府による有権解釈の意味で有権的解釈、強制的解釈、又は#立法的解釈と呼ぶことがある（本項では立法的解釈で統一する）。
一般に、法の解釈といえば広義の法解釈から立法的解釈を除いた学理的解釈を指すのが通常であり、学理的解釈と有権解釈とを区別するのは、有権解釈が学理的解釈と異なり事実上法律と同一の拘束力を生ずることを理由とするが、この区別は解釈の主体及び効力に関する形式上の区別に過ぎず、解釈手法に関係に直接の関係がないため、その法原理を説明するに付き特別の価値あるものではないと説明されることもある。
しかし、歴史的には常にそのように考えられてきたわけではなく、個々人による学理的解釈が全く否定され、むしろ立法的解釈のみが適法な法解釈とされたことがある。
例えば、前述のユスティニアヌス帝は、ローマ法大全の解釈権は立法者である皇帝の専権である旨宣言して、その学理的解釈を勅令によって厳禁した。これは、「法を解釈する権利は法を作る者に属す」というローマ法の法格言に依拠したものであると共に、また法源の明確化とスリム化によって、過去無数の解釈論がローマ法全体を混乱状態に陥れた轍を踏むことを避け、法的安定性を実現しようとする実践的な目的に基づくものであった。
また18世紀後半におけるオーストリア、プロイセン等の諸法典も、立法権過信思想を背景として、その内容に疑義のあるときであっても、裁判官による学理的解釈は法律によって禁止され、いちいち議会や法律委員会の決議に依ることを要するものとして法的安定性を確保しようとしたから、かえって訴訟経済の観点からも重大な不都合を生じることとなり法典の利益が損なわれる事甚だしく、裁判官の権限を極度に縮小したそれらの諸規定は短命に終わり、19世紀から20世紀にかけては、裁判官に法解釈権限があることを当然の前提としつつ、成文法を超えた法の自由発見のあり方が議論されていくことになる。
そこで私人による学理的解釈と裁判所をはじめとする公的機関による有権解釈を比較すれば、後者は前者に比して事実上広く一般国民に影響を及ぼしやすいものであることは明らかであるから、その解釈にあたってはあくまで最大限現行法の尊重に立脚しつつ、法的安定性への要請がより強く要求される。すなわち、有権解釈においては、当該機関がその解釈を覆すまでは、他の下位諸機関を法的又は事実上拘束し（→#判例法）、それによって法的安定性が保たれることになるから、これをみだりに軽視して安易に学者の説を採用することは、国民の予測可能性を奪い、社会に無用な混乱を引き起こすおそれがあると考えられ、したがって裁判官が具体的妥当性を重視して既存の有権解釈に反する独自の学理的解釈を採る場合には、相応の論証が要求されることになる（→#刑法及び行政法における慣習法）。
これに対し、立法府により、ある特定の行政機関や職員個人に一定の範囲で法令の解釈権限が委任されている場合もある。この場合の有権解釈（立法的解釈）は一般国民をも広く直接に拘束することになる。

## 法解釈の手法
成文の法令解釈の方法については、論者によりバリエーションがあり用語法も一定しないが、概ね以下のように分類することができる。

### 立法的解釈
立法的解釈、有権的解釈、法規的解釈とは、立法者自身が解釈問題を解決して、法律の意義を確定することをいう。
EUによるヨーロッパ統合を背景としたドイツの民法典大改正はその典型例である。民法施行法による場合など、当該法律制定後になされることが多いが、一般人が迷ったり、誤ったりすることを予防する目的から、予め立法時に定義規定を置く場合もある。
立法的解釈の目的は規定の法律がその後付加した意義を最初から有していたものとして裁判官を拘束することにあり、実際に最初からそのような意味を有していたかどうかは問題ではないため、訴訟の未確定の場合においても遡及すると考えられている。法律は、その時々の国民の代表である議会の意思を表すものであると考えられるから、議会の意思が変われば、過去の議会意思である旧法に優先して効力を持つためである。
ただし、罪刑法定主義の下においては、遡及処罰禁止の原則が妥当する。

#### 立法的解釈の問題点

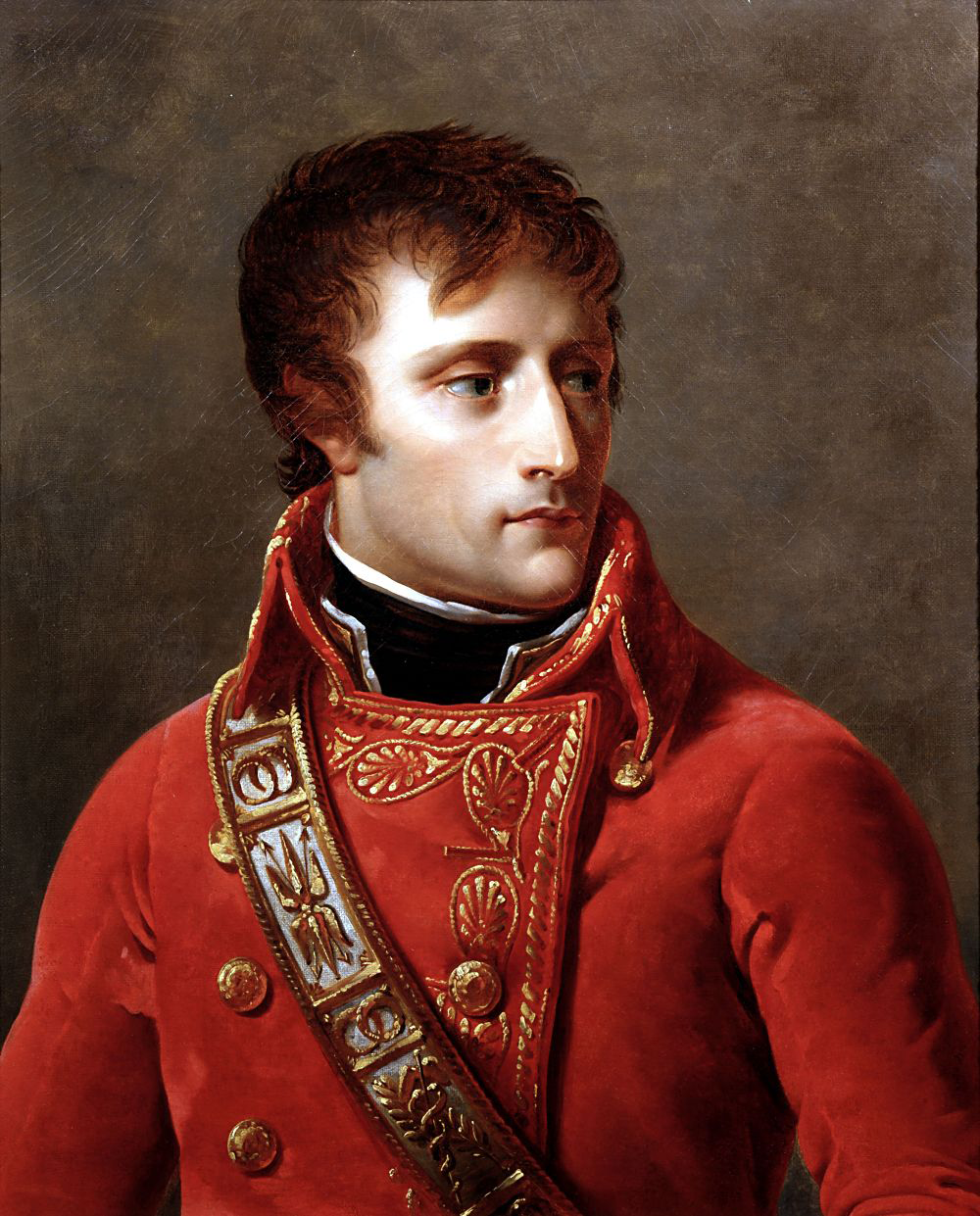
ナポレオンは自ら編纂に関与した法典の法源としての完結性に絶対の自信を持っており、最初の註釈書が世に出たとき、「我が法典は失われた！（Mon code est perdu!）」と嘆いたという（→#概念法学と自由法論）。

##### 立法的解釈の限界
古代法は為政者のみが法律の内容を理解できれば足りたから、その内容は必ずしも平易明解である必要はなかったが、近世ヨーロッパにおいては法律の遵守を広く人民ないし国民一般に要求する以上、その内容はわかりやすくなければならないことが強く意識された。その結果、例えば、デンマークのクリスティアン五世の法典は、一家に一冊聖書と並べて飾られる程国民に親しまれたという。また、ナポレオンは、自らフランス民法典の編纂に直接関与し、逐一口を挟んで自分が理解できるよう起草することを求めたという逸話も残っている。さらに、前述のプロイセン一般ラント法は、教会で唱和することを予定され、法典自体を法学入門の教科書として、子供にもわかるものを目指して成立したものであった。ところが、誰にでも分かる平易な言葉は曖昧である。説明的・通俗的な文章は一面において内容の正確や実用性を犠牲にせざるを得ず、18世紀に成立した諸法典が陥ったように、一字一句に疑問を生じ、法文の激増がかえって解釈の必要を激増させるとも考えられる。
ドイツ民法典の編纂時にもこの点が問題となり、ドイツ民法典編纂委員会は、法典中の法律用語はなるべくドイツ固有の言語を用いなければならず、ローマ法由来のラテン語の学術語は、既に広く一般に浸透したもの以外はこれを採用しないものと決議し、そのために生じうる内容の不備を補うためには新たな術語を創造することも辞さないものとして一般国民への配慮を図った。しかし、なおギールケはドイツ民法第一議会草案に対しその文体が民衆向きでないと批判し、起草委員のヴィントシャイトは法典は裁判官の為に作るのであってもっぱら俗人のためではないと反論したが、修正を経て出来上がったドイツ民法典は、説明的に過ぎ、冗長なものとなって、古今独歩の美法典と讃えられた第一草案に比べ、学理的正確性の劣るものとなってしまったと評されている。日本の民法典編纂においてもドイツの議論の影響を受け、内容のわかりやすさと論理的構成の二兎を負うことが志向され、当時としてはかなり思い切った方針によって、平易簡明を旨として編纂されることとなった。しかし、その点を疑問視し、よりいっそう一般国民を名宛人としたものであるべきとする改正論も主張されている。これに対しては、曖昧な説明的規定を増やして法典を膨張・複雑化させても、かえって一般人にもわかりにくくなるとの批判もなされている。また、曖昧な理解を得てもそれだけでは現実の紛争の予防・解決に具体的解答を得ることは困難であるから、結局は専門の法律家に頼らざるを得ないとも主張されている。このように、成文法の第一次的な名宛人は国民であるのか（行為規範）、それとも裁判官であるのか（裁判規範）という問題は、民法のみならず刑法解釈論においても行為無価値論と結果無価値論の問題として激しく争われている。
結局、何をもってわかりやすいとするかは人によって一様でなく、言語としての限界もある以上、如何に立法的解釈によって法典自体をわかりやすくしようとしても、解釈問題が生じることは不可避である。

##### 立法的解釈か学理解釈か
立法的解釈を重視するか、後述する学理的解釈に多くを委ねるべきかは、法律における根本問題である。
なぜなら、立法的解釈は、法源の明確さ故に法的安定性の確保に資する一方、過度にこれを多用すると裁判実務における柔軟な解釈・運用が阻害されて具体的妥当性を害し、また法令が複雑化し、一般国民はおろか法律の専門家にさえ理解困難なものになって、制定法と一般国民の法意識との乖離を招き、実務も混乱することによって、かえって法的安定性を害することになるからである。ドイツの法典論争、日本の民法典論争において、自然法論者のティボー、梅謙次郎らが法的安定性の確保のために早急な統一的成文法典の制定を主張したのに対し、サヴィニーや穂積陳重、富井政章らが法的安定の目的そのものには同調しつつも、法解釈を支える学問の充実が不可欠であり、拙速な立法は無用に社会を混乱させるとして反対したのはこのような理由があった。現に、例えば、ケマル主義体制下における近代トルコにおいては、旧弊を一掃して社会を変革する目的により、十分な社会的・学問的土壌の無いまま、スイス民法を直輸入する等して極めて短期間に近代的な諸法典を成立させた結果、従前のイスラム系社会との軋轢を招いたのみならず、優秀な裁判官の育成・確保が困難となって、一時的に控訴審の廃止に追い込まれるまでに至っている。反面、法律が社会を積極的に変革・改善するのに指導的な役割を果たす作用もまた否定できないのであるから、日本においては短期間の立法作業で、学問的土壌も未熟であったにもかかわらず、近代諸法典への移行が大きな混乱もなくスムーズに進んだことから、この限りにおいて歴史法学の主張は正しくないといわれることもある。
特に、フランス民法典や日本の旧民法、会社法については、立法的解釈への過度の傾斜であるとの批判が強い。立法的解釈による無用かつ不正確な定義は学問を拘束し、その発展の妨げとなるおそれがあるとも指摘されている。
これに対し、フランス民法典及び日本の旧民法に好意的な立場からは、国語的な文理解釈と専門的な学理解釈（特に論理解釈）の結果の乖離が進行すると、一般国民にとっては理解が困難となり法治主義の観点から問題であるから、解釈に疑義のある場合は、積極的な立法的解釈によって解決すべきと主張される。実際にこのような細目網羅型かつ一般人向けの平易な教科書型法典を採るものも少なくなく、その典型として前述のプロイセン一般ラント法があるが、法典の膨張と長文化は避けられず、民法だけで一万七千条以上にも及ぶ膨大でかえってわかりづらく扱いづらいものとなってしまっていた。
そこで、いかに成文法が改正されても、その度に新しい判例法と慣習法が出現し、これらを無視することはできないのだから、むしろ成文法はより簡明にして理解を容易にしつつ、条文解釈の枠内での広範な学理的解釈の発達に委ねるべきであり、それが法治主義の観点からも望ましいとの見解も主張されている。社会事情の変動に立法的解釈・文理解釈の偏重を合わせようとすれば朝令暮改の弊害を招き、国民の意識と法律との乖離を招いて、かえって法的安定性が害されてしまうと考えられるからである。日本の民法典はこの立場に立って起草されたものである。大陸法の中でも特に条文数が少ないのは、判例国である英米法学からの影響の可能性が指摘されている。
もっとも、フランス民法典が全面的にプロイセン一般ラント法におけるような極度の立法的解釈万能主義を採用していたわけではなく、激しい論争の末、どれほど公平に基づく主張であっても、法に明文の無い限りこれを却下すべきとする見解を退けて、裁判官は法の不明もしくは不存在の場合にも自らの正義・公平の観念によって裁判を下すべきであるとして、以下のような規定が制定されていたことに注意しなければならないと指摘されている。
この規定は後にフランスで自由法説が興隆する伏線となるのである。
また、商法・手続法などの専門的・技術的な法律については、ある程度までは迅速・複雑な立法的解釈を重視せざるをえない面もあることが指摘されている。特に税法の場合、前述のように租税法律主義が妥当するため、その規定は他の法律に比べ著しく詳細かつ具体的なものとならざるをえない。そこで、現行日本民法典の根本的改修を主張する論者は、スイス債務法典に代表される民法と商法の一体化の流れを日本民法に取り入れるべきことをその理由の一つに挙げている。
一方、罪刑法定主義の支配する刑法分野においては、形式的な条文からは当該行為が処罰できるかどうか曖昧であるが、社会的には処罰の必要性があるという場合に、迂遠な立法的解釈を待つことなく柔軟な学理的解釈に委ねるか、それとも人権保障の観点から、処罰の必要性という具体的妥当性をある程度犠牲にしてでも、立法的解釈によって解決すべきかという形で古くから議論されている。
要するに、これは三権分立において立法府を信頼するか、司法を信頼すべきかの問題であり、換言すれば、客観的な制定法に対して、どの程度まで裁判官は学理的解釈による主観的判断を踏み込ませるべきなのかという問題なのであるから、憲法分野においては司法積極主義と司法消極主義の問題であると共に、大陸法と英米法、あるいは自然法学と歴史法学の対立が形を変えて現れたものとみることができるのである（→#条理）。

### 学理的解釈
学理的解釈とは、学者をはじめとする学問上の努力によって、個々の解釈者が法令の意味を判断し、明らかにすることをいい（→#法解釈の主体）、普通に法令の解釈といえば成文法規の学理的解釈を意味する。これには、文理解釈と論理解釈とがあると分析される。

#### 学理的解釈の問題点
近代国家において司法権は一般に裁判所の専権であるから、個々の解釈者も現実社会において実際に通用している判例を無視して議論することはできないが、これをどこまで尊重すべきかは実務家であると学者であるとを問わず、解釈者によって大きく異なる。判例・実務の立場とかけ離れた学理的解釈は机上の空論となりがちであるし、反面、判例を追認するだけでは、新しい問題に対応できず、また学問の進歩も望めないからである。学問は必ずしも現実の具体的紛争を解決することだけを主たる目的とするわけではないので、実務と一致するとは限らないが、既存の法令・実務に拘束されない分だけ、立法的解釈への提言、即ち立法論や新たな学理的解釈論を提案して、その陳腐化を防ぐ意義を認めることができる（→#立法者意思説と法律意思説）。
なお、学問の担い手は学者に限られるものではないから、裁判官をはじめとする実務家による学理的解釈がしばしば判例・学説を動かすことがあるのは勿論である。

#### 文理解釈
文理解釈とは、文字解釈又は文典解釈ともいい、当該条文の文字の普通の意味に従って解釈することをいう。文理解釈と文字解釈を区別することもあり、この場合文理解釈とは複雑な構文を文法に従って解釈することをいい、文字解釈とは難解な字句を辞典等を引いて解釈することをいう。日本語ではもっぱら文理解釈の語を用いるのが普通である（以下本項では文理解釈で統一する）。
もとより条文の解釈に当たっては、国民の期待に反しないよう、その文言の素直な国語的意味を尊重すべきである。しかし、立法に当たっては法文に意味内容を慎重に凝縮したものであるから、一言一句に十分注意して解釈しなければならないのは勿論、フランス註釈学派や概念法学と異なり成文法の不完全（欠缺）、法源としての非完結性を認める以上（→#立法的解釈の問題点）、大陸法においては、他の条文との整合性及び制度の趣旨・目的等を考慮した、後述する論理解釈をも併用しなければ解釈は完成しないと考えられている。

##### 文理解釈の問題点
文理解釈にも問題はある。先述のように、もしもっぱら通俗的な語のみを法文に用いると、法令が漠然・冗長・不明瞭なものとなり、法的安定性を損ない余計な紛争を招きかねないために、法令の用語は日常用語とは異なり、特有の専門用語も少なくない。また、日常用語に属する語であっても、所有と占有、質と抵当、離婚と離縁のように、通俗的には特に区別されずに用いられていても、法律用語としては明確に区別されている場合も少なくない。そのため、しばしば歴史的沿革に遡って字義を確定しなければならず、言語の多義性・抽象性と相まって、国語的な文理解釈が必ずしも容易かつ明確であるとは言えない。
また、法令を字句のとおり厳格に解釈しようとする傾向は、特に新法実施に伴い発生しやすい現象であるが、かえって具体的妥当性を欠いて当事者の権利を不当に害し、法律の趣旨を損なうおそれがあると指摘されている。論理解釈が必要とされる所以である。

#### 論理解釈
いかなる文も、その具体的文脈を無視して解釈することは困難ないしは不可能であり、法文の解釈もまた例外ではないから、法体系全体の論理的文脈、あるいは更に目を広げてその社会的文脈を読み込むことが必要である。
そこで、論理解釈とは、法令の文理のみにとらわれることなく、色々な道理・理屈を取り入れて解釈することをいう。ローマ帝政時代において、ローマ共和制時代における厳格な文理解釈に相対して認められたものに由来する。東洋では古代中国発祥の比附がこれに相当すると考えられるが、相違点もある。
論理解釈の内容・区分は論者により微妙な違いがあり、狭義にはもっぱら法体系全体の論理的文脈を尊重する解釈のみを意味する場合もあるが（形式的論理解釈）、その論理的構成は、より実践的・目的的な論理に従って構成することもできるから、後者を目的的解釈として前者の形式論的な論理解釈と区別することができる（目的的論理解釈）。
前者のような、他の制度との比較・均衡等を考慮して解釈する論理解釈は体系的解釈と言い換えることがあるほか、後者のような解釈の内、社会情勢や社会的必要性を考慮して解釈することを特に社会学的解釈方法ということがある。
もっとも、これらの区分は理念的なものであって、各解釈の結論が全く異なるとは限らないし、形式論的な論理解釈と目的的な論理解釈とは必ずしも矛盾・対立するものではないとも考えられている。
なぜなら、法文の文理から離れた結論を正当化するための論法としては、法文の背後にある立法目的や制度の趣旨を考慮した目的解釈又は目的論的解釈によって、制度本来の目的から解釈すればこのような結論になる、と論じられるのが普通であるが、そのような立法目的論は、解釈者が実現を望むもののために主張されるのが通常であるから（目的的解釈）、解釈者は、自らの主観的な価値観に立脚しつつも、客観的な法文がそのような解釈を許容するものであることを客観的に論証する必要性に迫られるからである（→#論理解釈の典型例）。また、それとは逆に、論理解釈が形式論理に偏するときは、実際生活に適合しない不当な結論を生み、個別の事案についての具体的妥当性を実現できない概念法学であるとの批判があるため、社会的な目的論もまた軽視するわけにはいかないためである。

##### 反対解釈・類推解釈
類似した甲乙二つの事実のうち甲についてだけ規定のある場合に、乙については甲と反対の結果を認めるものが反対解釈であり、乙についても甲と同様の結果を認めるものが類推解釈である。類推解釈は、自然法論に相対する19世紀の歴史法学派により、慣習法を一度立法化した限りは、社会生活は可能な限り成文法規の解釈の形式によって規律されるべきとする法実証主義から説かれたものである。
刑法においては罪刑法定主義が妥当するため、被告人に不利な類推解釈は原則的に禁止されるから、反対解釈と後述する拡張解釈のいずれが妥当するかを巡ってしばしば対立が起きるが、民事事件においては、類推解釈と反対解釈は相反する関係に立つ。形式論を重視すれば反対解釈に結び付きやすいが文理解釈同様具体的妥当性を欠くおそれがあり、目的論を重視すれば類推解釈に結び付きやすいが法律の文言と離れた解釈になる分、法的安定性を害するおそれがある。そこで、どちらの解釈によるべきかは、特に当該制度・法規の趣旨・目的を考慮しなければならない。甲についての制度趣旨（立法趣旨）が、乙についても妥当するもので、たまたま甲を典型的な場合として挙げたに過ぎないとすれば乙について類推解釈（類推適用）が導かれるし、あえて甲のみについて規定した趣旨だと理解すれば反対解釈が導かれる事になる（→#概要画像）。
これに対し、類推解釈を採るべきことが極めて明白な場合を勿論解釈ということがある。
例えば、日本民法第738条は、「成年被後見人が婚姻をするには、その成年後見人の同意を要しない」と規定しており、事理弁識能力を欠く成年被後見人についてのみ規定し、その能力が不十分である被保佐人については規定していないが、行為能力の欠ける程度が高く、正常な判断のできない成年被後見人ですら成年後見人の同意が不要であることから、それより行為能力の欠ける程度が低く、正常な判断が困難であるというに過ぎない被保佐人については、論ずるまでもなく、保佐人の同意は必要ないと解釈されている。
なお、類推解釈の体系的な位置付けについては諸説あり、可能な限り明文の成文法解釈の枠内に納めるべきことを強調する立場からは、むしろその実質は新たな立法に等しく、もはや解釈とは言えないとする説も主張されている。この立場からは、論理解釈の一種としての類推解釈ではなく類推適用と呼ばれ、理論上区別されることになる。サヴィニーは解釈と類推適用を峻別する立場である。

##### 拡張解釈・縮小解釈
制度の趣旨に鑑みることで、文理解釈の場合に比べて個々の条文の文理を多少拡張的に解釈することを拡大解釈又は拡張解釈、縮小して解釈することを縮小解釈という。
拡張解釈は類推解釈と似ているが、類推解釈は、文字の意味に含ませえないものに拡張する場合であるのに対し、拡張解釈は、文字の意味の枠内に含ませる場合である。
例えば、鳥獣保護法において弓矢を使用する方法による「捕獲」が禁止されている場合に、鳥獣の保護という制度趣旨の論理的文脈に鑑みて、実際に「捕獲」することのみならず、「捕獲」しようとする行為をも含む意味に解釈する場合、これを拡張解釈（拡大解釈）の一例と評価することができるが、罪刑法定主義及び刑法の自由保障機能を重視する立場からは、このような拡張解釈は法的安定性を害しうるからできるだけ避けるべきであり、矢が全然当たらなくても「捕獲」だというのは、社会常識の範囲を超えているとの批判がなされることになる。
これに対し、縮小解釈の例として、日本民法177条の「第三者」を、およそ全ての第三者ではなく、登記の欠缺を主張する正当な利益を有する第三者に限るとする解釈論が有名である。すなわち、民法177条は、「不動産に関する物権の得喪及び変更は……法律の定めるところに従いその登記をしなければ、第三者に対抗することができない。」としているが、例えば、他人の家屋を不法に占拠した者に対しては、所有権者が自らの所有権が侵害されたことを理由に損害賠償請求や退去・引渡し請求等をするのであれば、自らが所有権者であることをその侵害者に対して主張しなければならないが、前の所有権者から家屋を購入した際に登記移転を受けていなかったような場合は、民法177条によれば「登記」の移転が完了していない以上、文理解釈上は「第三者」である悪意の二重譲渡譲受人や不法行為者に対してさえも、自らの所有権を主張することができない（無制限説）はずである。これは、起草者によれば、不動産取引の当事者に「登記」を強く要求することで、権利義務関係の所在を明確化して法的安定性を確保し、第三者の不測の損害を防ぐ趣旨であるという。
しかし、後述するように、フランス民法典を経てドイツ民法草案第一において頂点に達した、自由で完全な意思を持つ対等な個人という人間像を前提とする、取引安全確保による自由主義という思想が退潮すると、当事者の自由を無制限に保護すべきではなく、一定の制限を掛けて、社会・道徳と法律との調和を図ろう、その為には厳格な文理解釈や、法律制定当時の立法趣旨に必ずしもこだわるべきではないという思想（自由法論）が有力化してくるから、このような結論はそのままでは受け入れがたいものとなってくる。
そこで判例は、従来の立場を変更して、177条に「第三者」とはおよそ全ての第三者ではなく、縮小解釈によって、「不動産に関する物権の得喪及び変更の登記欠峡を主張する正当の利益を有する者」に限られる（制限説）と判示し、通説・実務も基本的にこれを支持している。
縮小解釈の例には、ほかにも、日本国憲法第9条のいう「戦力」には、自衛のための最低限の実力は含まれないという憲法解釈などがある。立法府を信頼して法律をできるだけ合憲なものと推定して解釈する合憲限定解釈は、この縮小解釈の一種と考えられる。
拡張解釈・縮小解釈は、類推解釈同様目的的論理を重視した解釈であり、形式的な文理解釈とは乖離した結論を導きうるから、法的安定性を害することなく具体的妥当性を実現するためには、これらの解釈を正当化する体系的な許容性と、目的論の合理性とを厳密に検証しなければならない（→#論理解釈の典型例）。さもなくばご都合主義に堕してしまうからであり、これらの解釈方法によって便宜的に文理をねじ曲げるというものではなく、それが規定の本来の持つべき意味そのものであるにほかならないと論証することが望まれる。

##### 変更解釈
なお、論理解釈の内、文理解釈と明らかに異なる別の意味に解する場合、類推解釈と別にこれを変更解釈ということがある。
例えば、条文が改正されたとき、単純な立法ミスによって関係法令相互の齟齬が生じ、改正後の制度を改正前の制度に当てはめて解釈せざるをえないような場合がその典型である。

##### 論理解釈の問題点
文理解釈と論理解釈のいずれに重きをおくかは論者によって異なり、個別的な文理解釈を重視し、論理解釈と相対する独立別個の解釈方法と捉えるか、体系的な論理解釈を重視し、両者を不可分一体のものと考えるかという差異が生まれる。文理解釈と論理解釈の結果が異なる場合に、客観的な法文を無視して安易に後者のみを採れば、立法者の意思ないし法律本来の趣旨を損なうと考えられるためである。
文理解釈を重視する立場からは、形式論と目的論の不可分性よりも対立性が強調されるため、目的解釈は論理解釈と区別され、目的解釈は文理解釈・論理解釈とは対立するものであるとも主張される。この立場にいう論理解釈とは、もっぱら論理的操作によって導かれる帰結を確定しようとする形式的論理解釈（体系的解釈）を意味しており、この軽視が説かれるとともに、上述のように立法的解釈の重視が説かれることになる。
この点、英米法は、成文法及び契約書の解釈を文理解釈と目的論的解釈とに大別し、文理解釈を優先させる傾向が強い。文理解釈上の意味が明白な場合は、大陸法におけるような論理解釈は原則として許されないと考える「明白な意味の原則」が伝統的に採用されており、特にイギリスでは21世紀に入ってからもこれが遵守されている。その結果、大陸法系諸国における場合と異なり、制定法（及び契約書）の文面は相互に重複した長大なものとなる傾向が強い。
一方、体系的な論理解釈を重視する立場においては、法令は、個別の法規が機械的に集合したものではなく、互いに有機的・体系的に結び付き、全体として一個の統一体を形成しているものと考えるので、その全体像から推理される原理は個別の成文法規を補完する「書かれざる法」にほかならず、この原理を取り入れて解釈することが論理解釈であると主張されることになる。

##### 論理解釈の典型例

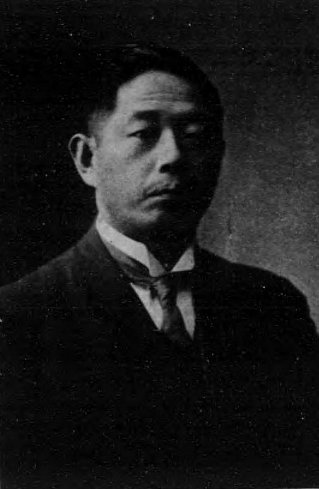
論理解釈による日本民法415条解釈論の提唱者、石坂音四郎。法律は人民の一般意思を表したものであるとして、制定法解釈の枠内における立法当初の立法者意思・起草者個人の学説の超克を説いた（→#立法者意思説と法律意思説）。

例えば、2020年3月までの日本民法415条は、「債務不履行による損害賠償」に関し、以下のように規定していた。
前段
後段
また、412条1項は、「履行期と履行遅滞」について、「債務の履行について確定期限があるときは、債務者は、その期限の到来した時から遅滞の責任を負う。」としている。
ここで、もっぱら415条の文理に着目するならば、初期の判例・通説がそうであったように、415条前段の規定する「債務者がその債務の本旨に従った履行をしないとき」（例えば412条の履行遅滞）においては、後段（履行不能）のように「債務者の責めに帰すべき事由によって」という留保が付いていない以上、「債権者は」、債務者帰責事由の有無を問うことなく当然に（無過失責任）、その債務不履行「によって生じた損害の賠償を請求することができる」はずである（反対解釈）。
ところが、現在の判例・通説は前段の場合についても後段の規定を類推して、履行遅滞の場合であっても債務者に過失ある場合にのみ責任が生じるとしている（過失責任）。
そこで、この判例理論に対しては、条文の個別的な文理解釈を重視する立場から、条文のどこを探しても出て来ない、民法典の検討を十分にしないで、ドイツ法学から無批判に持ち込んだ「理論」を民法の解釈として主張したものである、との批判がなされ、このような条文と解釈との乖離は立法的解釈による終局的解決を図るべきだとの提言がなされる。
しかし、条文上、甲という事実のみについて規定があるときに、反対解釈によって乙という事実にはその適用が無いといえるためには、単に文理上そうであると言うだけでは足りず、論理解釈上あえて甲のみについて規定したことに合理的な理由があるといえなければならず、逆に、もし乙という事実について類推を許容すべき合理的な理由があるならば、当該条文を乙にまで押し広げて解釈する（類推解釈ないし類推適用）ことが可能になるものとも考えられる。
この点、起草者の側からは、415条はドイツ民法草案に倣って債務者帰責要件を意識的に前段から外したものであるとの説明がなされており、初期の判例同様、「債権者ハ其故意又ハ過失ナキトキ」であって「モ遅滞ノ責二任」じると明言されていた（415条前段文理解釈、後段反対解釈）。
即ち、415条前段の無過失責任は、債権者が債務者の一身に関して生じた「偶然ノ事変」によって損失を蒙るのは社会的に「公平ヲ欠ク」との価値判断から、取引安全を図って債権者の保護を尊重した趣旨であるというのである。現に、履行遅滞について定めた412条が債務者の帰責事由の有無について言及すること無く「遅滞の責任を負う」旨規定しているのは、その現れとみることもできる。
ところが、債務者が無過失であっても前段の場合に損害賠償責任を負うのは債務者に酷に過ぎ、現実の社会生活に適合しないとの批判がなされた。
この主観的な価値判断は、実際に成立したドイツ民法典の第285条（当時）が上記草案の立場を退け、ドイツ普通法時代におけるローマ法解釈上の通説の立場を継承した立法的解釈により過失責任を明言していること（→#概念法学と自由法論）、またオーストリア民法やフランス民法においても学説の努力によって学理解釈上履行遅滞の場合には過失責任とされており、過失責任が近代民法の標準であるとみられるという、歴史的沿革及び比較法論によって客観的に裏付けることが可能である。
更に、415条の後段だけになぜ「債務者の責めに帰すべき事由によって」という留保が付いているのか、前段も後段も共に損害賠償の義務を負わせる債務不履行であるのに、一方は過失を必要とし、他方は過失を必要としないとする実質的根拠が不明であること、また例えば日本商法現581条は「運送品カ運送人ノ悪意又ハ重大ナル過失ニ因リテ滅失、毀損又ハ延著シタルトキハ運送人ハ一切ノ損害ヲ賠償スル責ニ任ス」とするなどして過失責任を採用しており、仮に起草者説明のように前段が無過失責任であるなら、なぜ専門の運送人が一般債務者よりも有利な立場に置かれるのか不明であるという法体系全体からの批判も可能であり、したがって、起草時の立法趣旨に従った文理解釈を墨守すべき基礎をもはや欠いていると考えられたのである（→#立法者意思説と法律意思説）。
そこで415条のみならず日本民法典全体を見なおしてみれば、まず、例えば709条は「故意又は過失によって……侵害した者は、これによって生じた損害を賠償する責任を負う」として不法行為による損害賠償責任の原則要件に少なくとも「過失」を要求しており、無過失責任の場合は個別に規定していることからすると、民法典全体の体系としては415条後段の場合と同じく、過失責任が原則になると考えることができる（415条後段類推）。
また、商法のような取引安全の要請がより強い領域においてさえ、運送人の損害賠償責任に過失責任が採られていることからすると（商法581条）、一般法たる民法の場合の債務者においては勿論、明文のない限り過失責任が原則となると考えることができる（商法581条勿論解釈）。
そして、419条3項は、「金銭の給付を目的とする債務の不履行については」「債務者は、不可抗力をもって抗弁とすることができない」と規定しているから（無過失責任）、その反対解釈からは、金銭の給付を目的としない債務の不履行については、415条前段に含まれる債務不履行形態であっても、「債務者は、不可抗力をもって抗弁とすることができ」るという過失責任であるということになる（419条3項反対解釈）。
このような見解は判例に採用され、起草者にも支持を得ている。

##### 論理解釈における沿革及び比較法の考慮
既述のように、論理解釈において歴史的沿革や比較法学を考慮した解釈をすることができるが、その方法論を巡る問題がある。
例えば、日本の民法典は、主にドイツ民法草案を母体としてフランス法系の旧民法を根本的に改修したものであることは起草当事者の一致した見解であり、そこにドイツ法思想の民法解釈学ができる必然性があると指摘されている。この点、イタリア民法学が、フランス民法典を継受して成立したイタリア民法典を、ドイツ民法学説を継受して解釈し直したのとは事情が異なるとの指摘がある。

しかし、日本民法典においても、少なくとも部分的にはなおフランス法系の規定も残存しており、ドイツ法系とフランス法系の異質な規定が混在したために両者の矛盾が問題となって解釈者をしばしば悩ませた。そのために、この体系的な不調和を解釈によって是正して、民法をして「矛盾なき統一体」たらしめることが学説・判例の一大目標となった。ここにおいて、ドイツ法の学理を徹底してフランス法系を不純物として軽視する発想、むしろ旧民法を通してフランス民法典の方が主要な母体（母法）であるとしてドイツ法理論の排除を主張する発想、立法者はあえてフランス法的規定を残したのだから部分的には尊重されるべきとする折衷的発想、ドイツ法流の体系的な論理解釈を基礎に据えつつも、現代的な社会の変遷をより重視して、母法及び過去の歴史的沿革の極端な尊重に疑問を呈する発想、といった解釈態度の立場の違いが生み出されたのである。この問題は結局、歴史認識の違いもさることながら、日本民法典がドイツ法系のパンデクテン方式と法律行為理論を中核とする体系を組んでいることを軽視して個別の文理解釈及び其の母法・沿革に着目するのか、それとも重視してこれを生かした体系的な論理解釈を重視するのかという、法解釈の手法の違いによるものとも考えることができる。
なお、同様の問題は、ドイツ法系の法律に英米法流の思想を接木して根本的改修を図った日本刑事訴訟法にも存在する。またドイツ民法典についても、ローマ法系とゲルマン法系の調和の問題がある。
注意すべきは、法解釈において沿革や外国法を研究するのは、あくまで自国法の解釈論を探求するためであって、必ずしも母法と同じような解釈を目指すべきことを意味するわけではないことである。例えば、ドイツ民法の更にその母法の一つである前述のプロイセン法典においては、基本的な考え方が根本的に異なるために、母法の一つではあっても、日本民法を考えるにあたってはほとんど参考にならないと指摘されるような場合がある。また逆に、フランス民法の解釈論においても、後続のドイツ法・スイス法等はしばしば参照されており、比較法学の成果を取り入れてこれらの法典が採用する立場を判例法上採用し、事実上自国法を死文化するといった事例も見られる。自然法論を正面から採らなくても、一国で妥当する法理は他国においても一定の限度で通用しうると考えられるからである（→#条理）。このように、当該法律の歴史的沿革とは直接無関係に外国法を参考にする解釈を比較法的解釈ということがある。

##### 立法者意思説と法律意思説
前述のとおり、いかなる解釈が妥当するかは、なぜ当該制度・条文が存在するかという制度趣旨・立法趣旨に遡った説明が必要になるが、その手法については、既に述べたように体系的な制度趣旨を重視するのか、個別の条文についての立法趣旨を重視するのかという論理解釈を巡っての立場の違いがある他、制度趣旨・立法趣旨の確定方法についても、立法当時の立法者及び起草者の意思をどの程度考慮すべきかについて、ドイツやアメリカを中心に古くから議論がある。
この点、20世紀以降のドイツ及び日本の通説は、論理解釈を重視しつつ、法の解釈は、解釈時における価値判断をも含めた法律そのものの意義を明らかにすることであって、過去の立法者の主観的な思想を明らかにすることに尽きるものではないとする法律意思説を概ね基調としている。客観説ということもある。
代表的論者として、カール・ビンディング、イェーリング、石坂音四郎らがいる。この立場からは、法律そのものではない起草委員の説明・答弁、立法審議上の国会議事録等のいわゆる立法資料は解釈に当たっての参考資料となりうるにすぎず、裁判官に対する法的拘束力は無いことになる。
ところが、19世紀のフランス・ドイツにおいては、これと相反する立法者意思説が通説であり、ヴィントシャイトが強調したように、立法者たる議会の尊重によって裁判官の不当な自由裁量を防ぎ、社会的弱者が害されることを防ぐべきことが主張されていた。特にサヴィニーにおいては、フランス註釈法学における以上に論理解釈を重視しつつも、法の解釈・研究は専ら古典文学を研究するのと同様の文献学的方法によるべきと主張されていた。このような立法者意思説自体は、法典が完成した後あまり時間が経たない段階では、ごく自然な立場であると考えられる。
しかし、19世紀末から20世紀にかけて、資本主義の進展に伴う社会の変動・複雑化が立法者意思説の維持を困難にした（→#論理解釈の典型例）。立法者は万能ではなく法典は不完全であるとの前提に立つ限り、立法者は未来の社会変動をも完全に予測しうるものではないのだから、立法当時の立法者意思がそのまま後世においても通用するとするときは、その解釈論は実際の社会生活上非常識な結論となりかねないのであるから、「立法者が如何なる意思を有したるかの歴史的事実に膠着するは社会をして法律の犠牲たらしむるもの」であると主張されたのである。
なお、注意すべきは、単に「立法者意思」の尊重と言っても、その内容は論者によって一様でないことである。例えば、デルンブルヒや梅謙次郎、富井政章、川名兼四郎らのように体系的な論理解釈を重視すれば、具体的・個別的な立法者意思から切り離された抽象的・包括的な立法者意思を観念することになり、立法者意思の尊重とはいっていても、立法資料の法源性否定を帰結するという意味において、その実質はほとんど法律意思説と同じとみることができる。法律は、過去の立法者の意思を表すものではなく、その時々の国民の代表である議会の意思を表すものであると考えられるためである（→#前法と後法）。ヴィントシャイトにおいてさえも、「立法者意思」をこの意味で使用している部分があるとも指摘されており、必ずしも両説全く相容れないものとは限らないとみることもできる。
そこで、制定法の歴史的意義もまた完全には否定できず、また解釈に客観的な論拠を持たせる事も可能になることから、立法者意思説を再評価する動きもある。
例えば、議会における個々の議員の発言や政府委員の答弁、草案の理由書等を立法者意思の現れと捉えつつ、また起草者の原案が委員総会及び議会での根本的修正を受けていない場合には、個々の起草者の学理的解釈をもまた立法者意思と事実上同一視して理解する見解が有力である。更に、議会で否決された草案の起草者の個人的見解であっても、該当箇所が現行法に継承されたとの理解を前提に、現行法の解釈にあたってこれを立法者意思と事実上同一視すると評される説が主張されることもある。このように、沿革及び立法資料を重視した解釈を歴史的解釈と呼ぶことがある。
これに対しては、起草者・立法者は単独ではないのが普通であり、その意思は必ずしも統一的ではないから、解釈者自身にとって都合の良いある特定の起草者見解のみをご都合的に立法者意思として援用するのは不当であること、議員や委員らの著書、発言等を金科玉条として収集するのみをもって満足してしまいがちであり、学問の発達が阻害されること、及び議会で票決されたのは法律の草案であって理由書や解釈ではないのだから、そもそもなぜ一般国民に向けられたものではない過去の立法資料が間接的にでも現在の国民への拘束力を生じるのか不明であるとの批判がある。
もっとも、法律は立法権を有する立法者の制定するものであって、特定人の個人的な著作物ではないから、法の解釈は特定の起草者の主観的な思想・見解を明らかにすることに尽きる（起草者意思説）ものではないという点において世界的にほぼ異論は無い。こんにち立法者意思説を主張する論者においては、法の解釈は過去の立法者の主観的意思の解明のみにあるとするような古い立場を採るものではもはやなく、各々異なるニュアンスにおいてではあるが、法解釈の手順に必須の一大要素として歴史的立法資料研究の価値を強調することで、立法府の尊重による法的安定性の確保といったような、立法者意思説本来の長所を発揮させようとしているのである。
20世紀後半から21世紀にかけては、幾度かの論争を経て、他の解釈学等の諸科学におけると同様、唯一絶対の正しい法解釈を具体的に観念することは不可能ないしは極めて困難であるとして、法律意思説を基本としつつも両説の長所を採り入れようとする傾向が有力である。

## 概念法学と自由法論

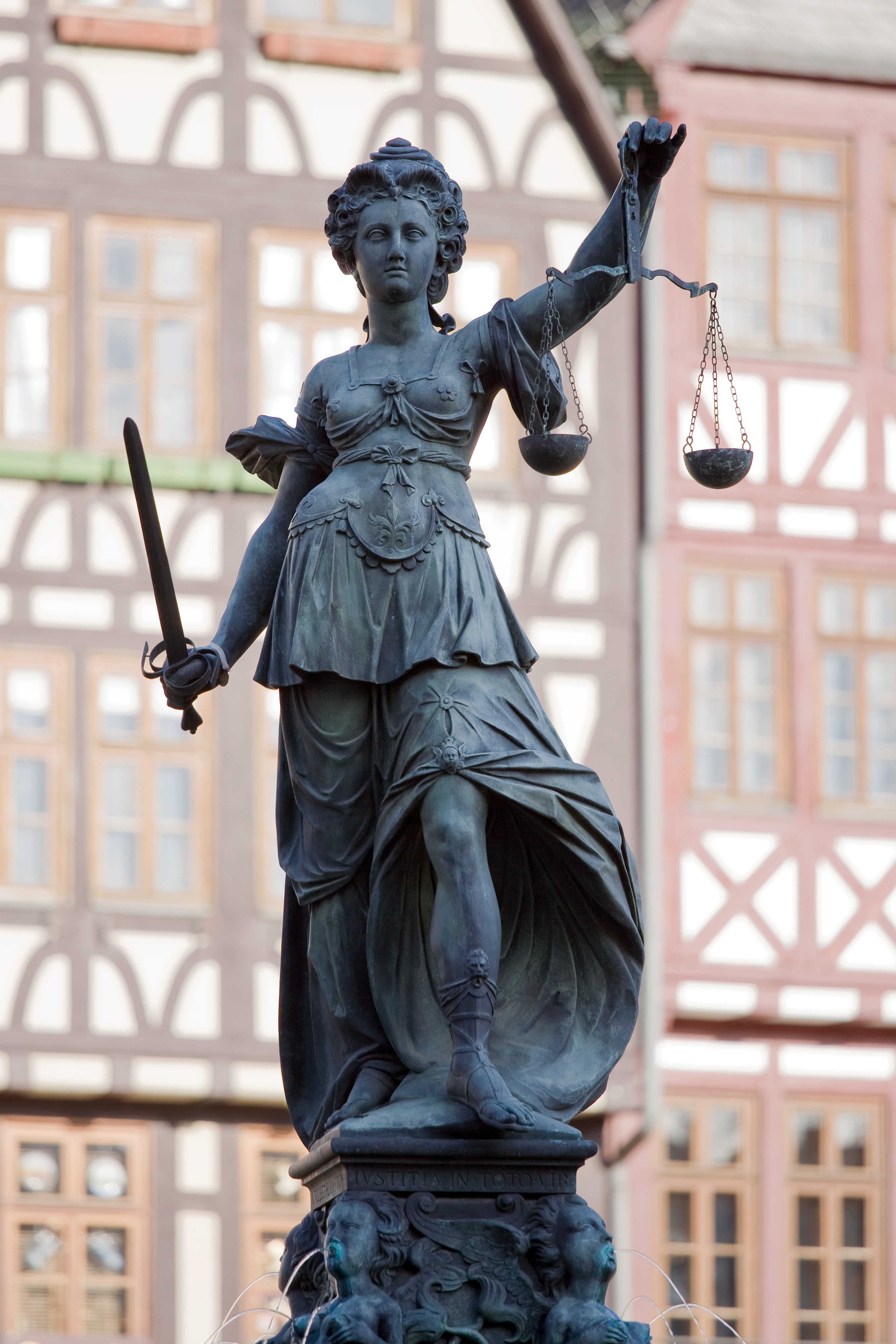
フランクフルトのレーマー広場にある、目隠しをしていない正義の女神像。一方では衡平を担保する為に目隠しをしているのに対し、他方では衡平の為にはむしろ目を見開いていなければならないと考えられているのである。

### 概念法学による近代個人主義・自由主義の確立

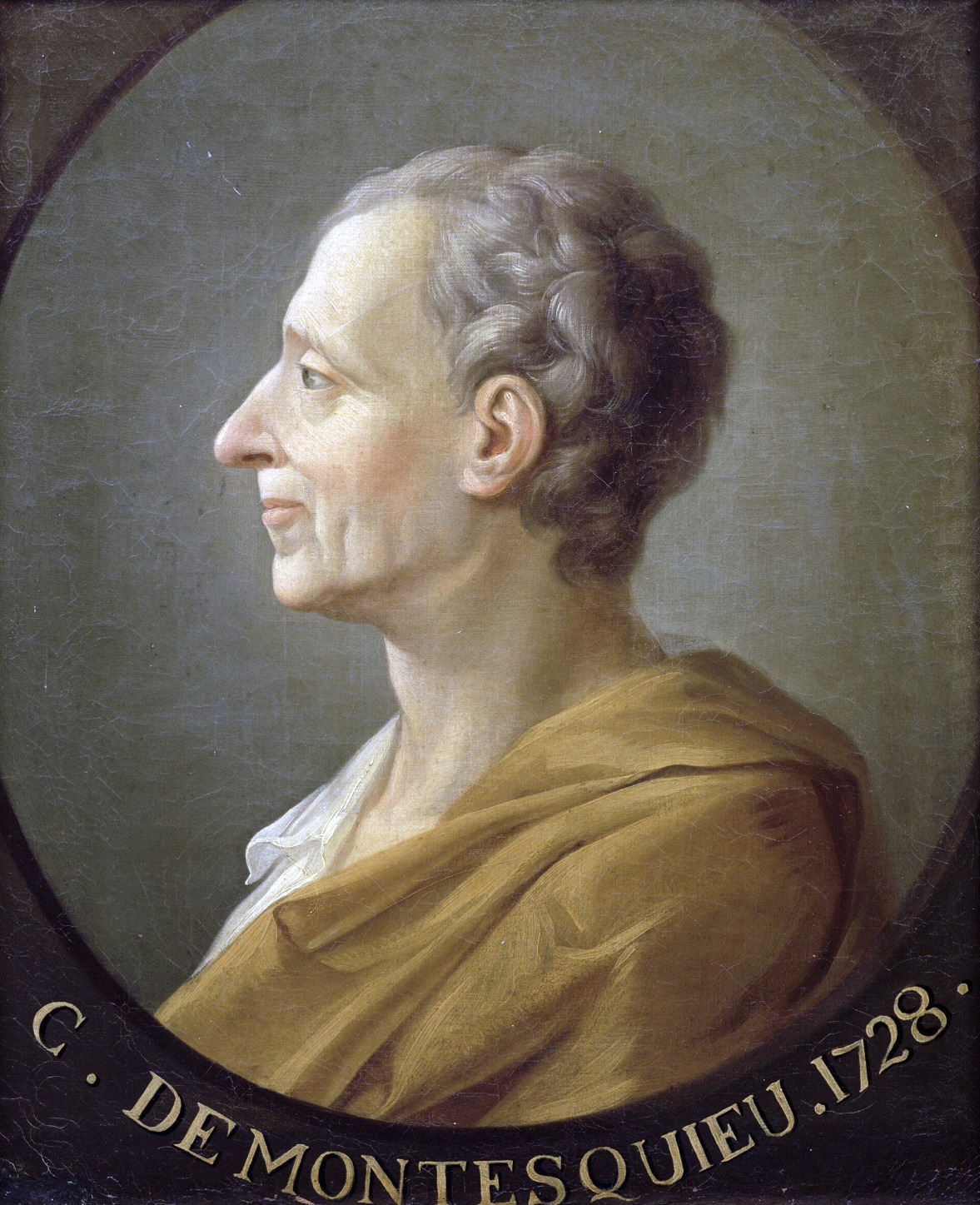
モンテスキューは、権力者たる裁判官を法律で拘束することによって国民の自由を保障すべきことを説いた。

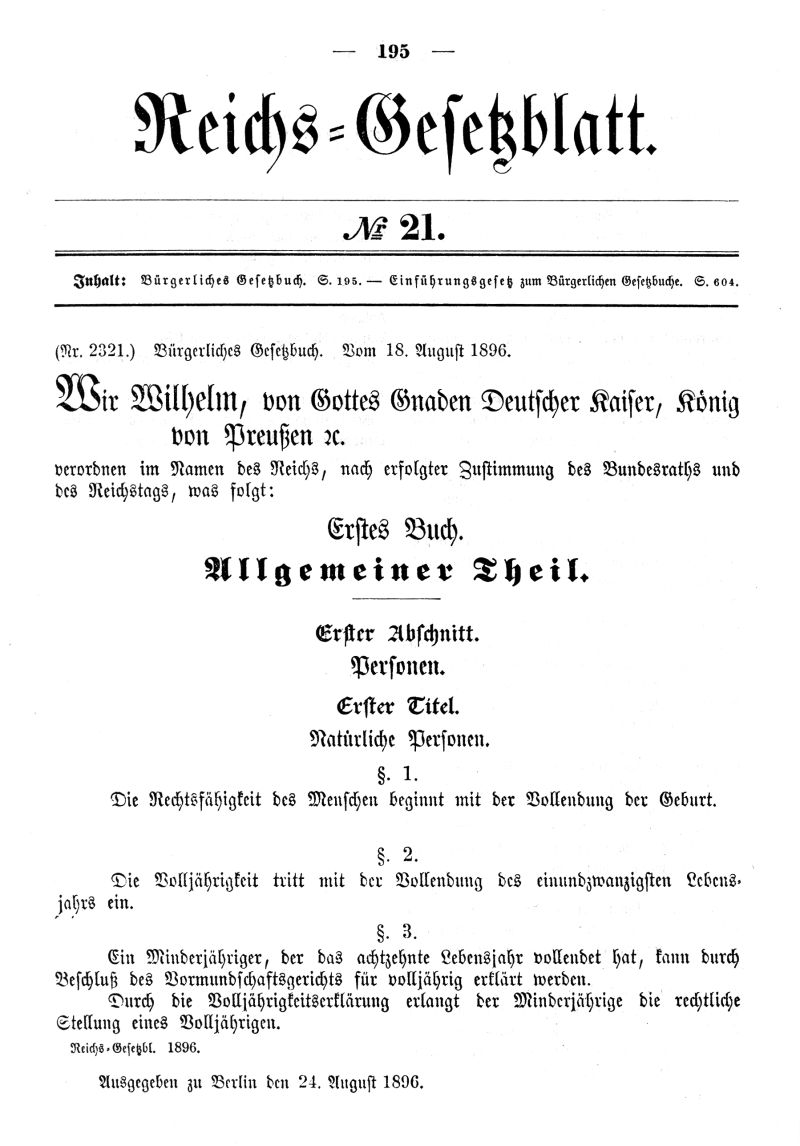
19世紀の法律思想の総決算、ドイツ民法典。法律関係の変動の基礎を身分関係ではなく個人の自由意思に求める法律行為理論を中核とする法体系は、近代個人主義思想の爛熟を示すものである。

19世紀のドイツ法学が重視したのは論理解釈であった。
ドイツでは、ローマ帝国の後継者を自認する神聖ローマ帝国によってローマ法大全が全面的に継受されていたが、神聖ローマ帝国の支配が有名無実化した後もローマ法の優秀性は否定し難く、16世紀頃からローマ法は当時のドイツの社会状況に合わせて再構成され（パンデクテンの現代的慣用）、各地のゲルマン法系の固有法を補充する普通法（ゲマイネス・レヒト）として利用されていた（ドイツ普通法学）（→#一般法と特別法）。11世紀後半にボローニャ大学でローマ法を講じてヨーロッパ各国に影響を与えた、イルネリウスを祖とする註釈学派の流れを受けたものである。
もっとも、前述のローマ法大全中の学説彙纂は、その多くが個別具体的な問題への学者の回答集であったから、ドイツにおいては、時と場所を超えた法の普遍的性格を強調する自然法論の影響を受けつつ、幾何学の手法を導入して、原則を定めてそこから演繹的・体系的に思考を進めるというパンデクテン法学が生み出されたのである。
特に19世紀においては、ローマ法の普遍的性格に着目してその無個性と中庸が賛美され、サヴィニーの「概念による計算」の句が示すように、演繹法による形式論的論理解釈が過度に尊重されて、ほとんど数学者が数字や抽象的記号を操作するのと同じであるかのように、主観的な価値判断を厳しく排除する建前を採っていた。とりわけ、個別具体的なものの中からその共通項を総則として取り出して抽象化・一般化するという手法は（民法総則等）、19世紀ドイツパンデクテン法学特有の産物として、具体的・個別的性格の強い英米法との対比で極めて大きな特徴を持っている。
もっとも、サヴィニーにおいては、法的安定性の確保という観点から早期の成文法による統一法典の制定を主張したティボーに対して、論理解釈を重視しつつも歴史法学の立場から慣習法を重視することによって、具体的妥当性との調和を図ろうとするものであった。
このパンデクテン法学はサヴィニーの後継者達によって歴史法学の要素を捨象して純化され、ヴィントシャイトによって完成されてドイツ民法典の制定に結実、その論理的・抽象的思考方法は大陸法をはじめ、世界の法学に一定の影響を与える。例えば、行政法学の父と呼ばれるオットー・マイヤーの行政行為理論はドイツ民法典の法律行為理論に対応したものであるし、自然法学を徹底的に攻撃したイギリスの分析法学や、後述する純粋法学も、このようなドイツ法学の影響を受けている。
一方、フランスでは自然法を根拠にナポレオン諸法典が「書かれた理性」（仏：la raison écrite;ratio scripta）であるとして絶対視され、文理解釈と形式的論理解釈が偏重された（註釈学派）。モンテスキュー、ベッカリーア等の啓蒙思想家達の影響が背景にある。
このような伝統的法解釈論の下で、裁判官による事件処理法として中核となったのが判決の三段論法である。判決三段論法とは、法的三段論法ともいい、（1）法規範を（2）当該事案における具体的事実にあてはめて（3）判決の結論を出す論法のことを言う。つまり、まずはじめに結論ありきの思考方法を採るのではなく、そのような判断枠組みによって裁判官の恣意的判断を排除することで、判決の客観性を担保しようとしたものであり、現代においてもなお一定の意義を認めることができる。

こうした独仏の成文法万能主義（法実証主義）のいずれもが、法的安定性を確保し、ヨーロッパの初期資本主義における市民の自由な経済活動を保証するという要請に応えるという機能を果たしていた。特に、高度に抽象化されたパンデクテン方式を基礎とするドイツ法系においては、批判と修正を受けながらも論理解釈が大いに発達した（論理法学）。このようなドイツ法学の傾向は、官僚主義の要因となったと批判されたが、また一面において諸法典に立脚しつつ、国民の自由・利益を確保しようと努力したことで、市民社会における基本的ルールを確立するという大きな歴史的遺産を遺したのである。つまり、「悪法もまた法なり」という前述の法格言は、モンテスキューが主張したような夜警国家的三権分立思想の下においては、司法の抑制による自由主義思想のあらわれに他ならなかったのである。
しかし、極度に形式論に傾斜した法律学は、潜在的には激しい反発を受けていたのである。
さらに、ドイツ民法典が生まれた19世紀末は、資本主義経済の発展による社会の変容によって、ドイツ民法典がその成立において基盤とした個人主義的・自由主義的な経済観が退潮し始めた時期であった。個人主義の極致であったドイツ民法典が20世紀への先駆ではなく19世紀の総決算と評価される所以である。もっとも、社会主義的観点から、サヴィニーとは逆に立法者の人為的努力によって社会を積極的に改善しようとするアントン・メンガーや、個人の自由意思の尊重と社会における取引安全の調和を説くデルンブルヒらの学説の影響によって、サヴィニー、ヴィントシャイトの影響により権利変動の根拠を個人意思に求める意思主義に傾斜したドイツ民法第一議会草案は一定の修正を受けていることに留意すべきである。このようにして、急激な社会の変動を前にして、立法者独自の立場による社会変革への人為的努力に否定的であった歴史法学は、ドイツ民法典の制定と同時にその限界を迎えたのである。

### 自由法論による法の社会化とその後の進展

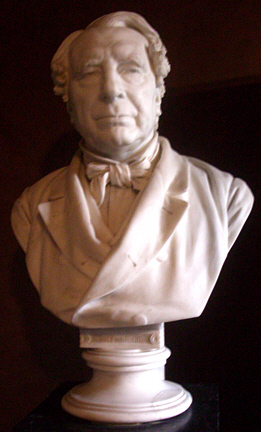
自由法論の主唱者イェーリング。本来はサヴィニーの流れを汲む歴史法学派であったが、法律は平穏のうちに自然発生的に生じるものではなく、社会的な階級間の闘争によって発生するものであるとして反旗を翻し、そのような法律を創造する行動の目的を確立すべきことを説いた。

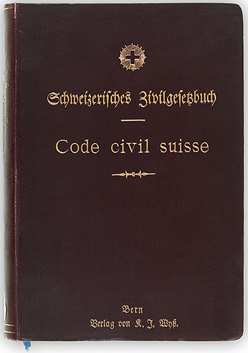
自由法理論の集大成、スイス民法典。簡潔を基本としながら内容・形式共によく完備し、20世紀における法典中の最高傑作の一つといわれている。

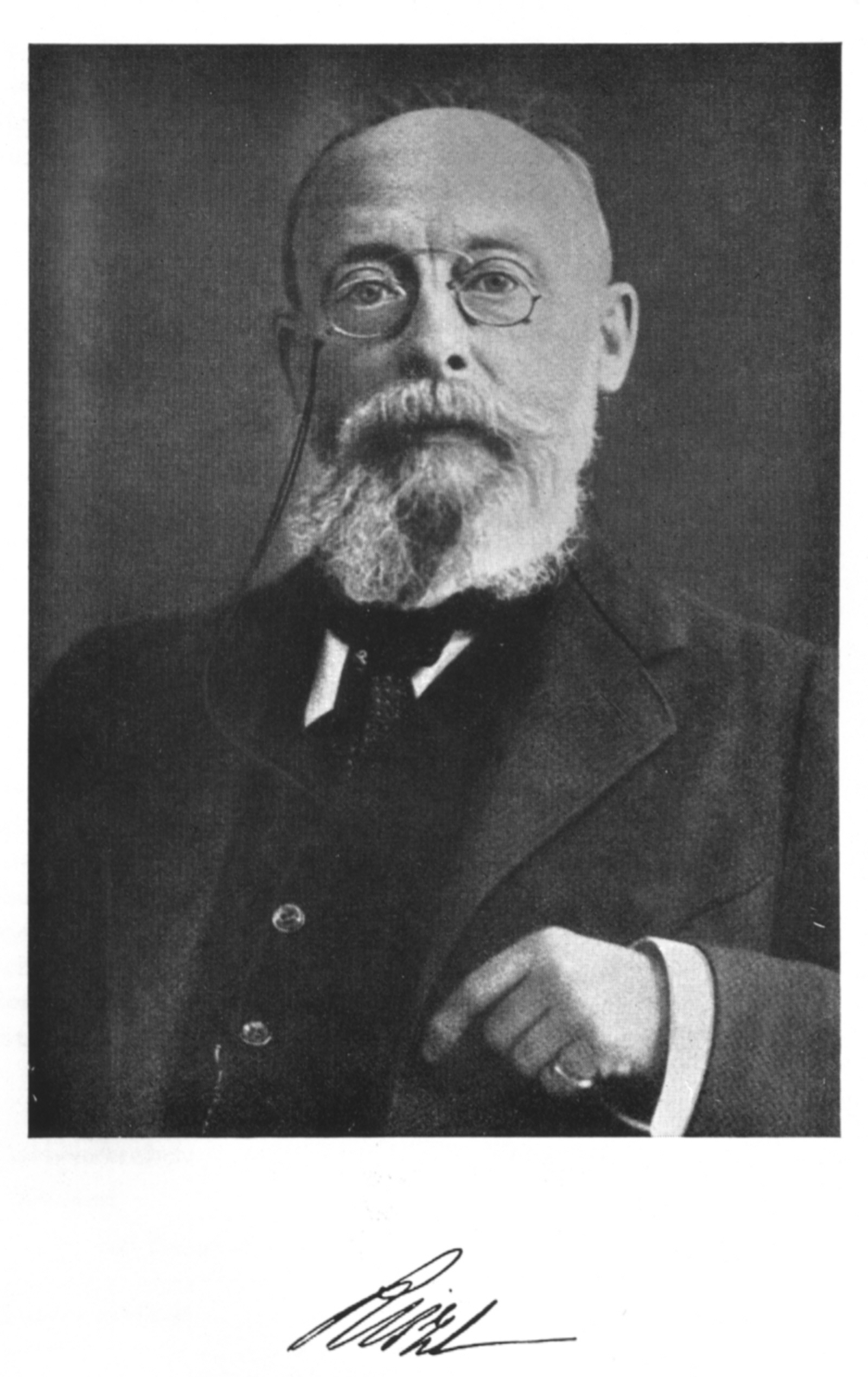
リストは、19世紀後半からの資本主義の急速な発展に伴う犯罪の急増に対し、フォイエルバッハらが想定した自由な意思によって自らを支配する理性的な個人という近代的な人間像の限界を指摘した。国際法の形成要件を定式化した先駆者でもある。

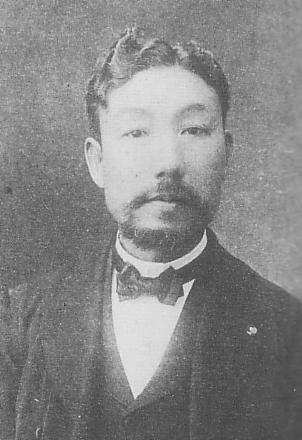
日本民商法典の起草者、梅謙次郎はフランス法学における自由法論に一定の理解を示しつつも、その行き過ぎに警戒を示し、日本私法の解釈論としては文理解釈と論理解釈の調和を旨とすべきことを主張した。

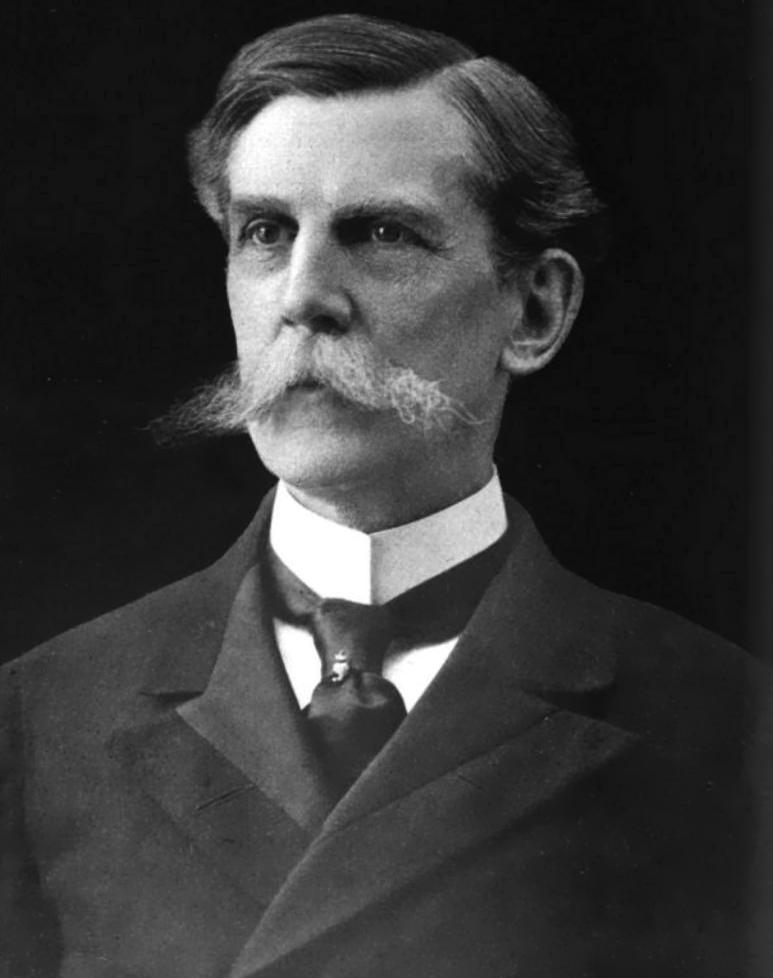
ホームズは、法を絶対視する自然法思想を地に足のつかない願望にすぎないとして退け、固定された過去のものとしての法ではなく、現に流動する法の将来を予測すべきことを主張した。

ここにおいて、イェーリングは、進化論の影響の下、法の実践的・目的的・創造的性格を強調しつつ（目的法学）、自身を始めとする従前の法解釈学を概念法学と名づけてその没価値性・形式性を批判したために、大陸法学は一大転機を迎える。イェーリングの主張は、カントロヴィッチをはじめとする法学者達によって継承・推進・発展せられ（自由法運動）、法の文言のみからでは導かれえない国民ないし臣民の自由保障や権利の実現を進めようとする、目的的・実践的なものとして私法公法を問わず各国に大きな影響を与えた。ここでは、立法者が予定していなかった問題についてまで、既存の成文法における法的三段論法の形式に則った不自然な概念の論理操作のみに拘泥した処理をするのではなく、裁判の具体的妥当性を実現するために、制定法の不完全（欠缺）を正面から認め、司法を信頼して裁判官の自由な法創造に委ねることによってこれを補うべきことが強調された。そこで、これを自由法論という。成文法以外の法源を正面から肯定する前述のスイス民法1条は、この自由法運動を受けたものであり、自由法論の集大成とみなされている。

何よりも、自由法論最大の功績は、倫理的・政治的な主観的評価を厳しく排除して法解釈の客観性を保つことに腐心した従前の註釈学派や概念法学に対し、社会統制の技術としての法解釈の実践的側面を明らかにし、法社会学の出現を促したことにあると考えられている。また、立法上または解釈上、過失責任主義を修正して無過失責任主義を採用する傾向や、信義誠実の原則、権利濫用理論による法解釈理論、民事訴訟法における職権探知主義の採用や刑事訴訟法における起訴便宜主義の明文化、労働法や独占禁止法、社会保障法といった社会法の制定等によって、近代概念法学が守ろうとした個人の自由や所有権の絶対性を制限・修正し、自由競争の行き過ぎに伴う弊害を積極的に是正しようとする一連の傾向も、このような流れの中で理解することができる。
もっとも、イェーリングによると、このような法の社会性の強調は、一般に概念法学の象徴とみなされがちなヴィントシャイトの内に既に見られるものであったという。また、慣習法の重視による具体的妥当性の確保という面において、サヴィニーとの共通点をも認めることができる。すなわち、イェーリングの批判した「概念法学」はほとんど議論のためのフィクションにすぎず、時代の要請に応えようとして努力したサヴィニー、ヴィントシャイトらが単なる盲目的な概念法学者であったということはできないのである。
イェーリングの主張は、ドイツ法学と同じような法実証主義的傾向を示していたフランスの法学会にも大きな影響を与える。ここでは、ナポレオン民法典の老朽化を背景に、客観的な条文と実際生活の実状との乖離が進行し、法令の改正もまた困難であるとき、論理解釈・類推解釈の形式によること無く、直ちに裁判官の自由探求によって法の不備を補うべきであるとの考えがフランソワ・ジェニーらによって主張されており、彼の主張は20世紀初頭のフランス私法学で主流をなすに至る。ジェニーの発想は自由法論の中でも極端かつ典型的なものであり、法的三段論法の発想とは逆に、まずはじめに結論ありきで、妥当な結論があってそれから後付けの論理で法律構成を考えようとするものであった。
また、刑法においても、イェーリングの影響を受けたリストによって、厳格な罪刑法定主義が緩和され、刑罰は犯罪への単なる懲罰（応報刑論）ではなく、個々の犯罪者に対する教育・是正と、それによる社会防衛という実践的側面を重視した目的刑論が導入されるという影響を及ぼしている（古典学派に対する近代学派）。ただしリスト自身は、刑法は裁判官の恣意と誤謬から市民を守るマグナ・カルタたるべきであるとして犯罪論（犯罪の成立）における罪刑法定主義を強調しており、この意味で一定の限界がある。刑法分野においては、自由法運動は学理的解釈よりも主に立法の改革、及び刑事政策の創設に結び付くところが大だったのである。「法律に正條なき者は何等の所為と雖も之を罰することを得ず」として、フランス式の厳格な罪刑法定主義を明文で宣言していた日本旧刑法2条が削除されると共に、裁判官の権限が大幅に拡大されて、同種の事件であっても犯罪の個別的性格に応じて幅の広い量刑が認められるようになったのはこの現れといわれている。
刑法解釈論において、罪刑法定主義の撤廃を説く論者は世界的にも多くなく、フランスのサレイユの民法解釈論の影響を受けて、これを刑法に応用した日本の牧野英一がその代表格とみなされている。この牧野の犯罪論そのものは法的安定性を重んじる刑法実務の採用するところではなかったが、目的的な犯罪対策の合理化・科学化という牧野の基本的視座はその後の刑法学に広く受け入れられ、学会の共有財産となっているほか、サレイユ流の自由法論の展開によって、日本法上明文の根拠規定の無かった信義則理論を確立し後の立法化に結びつけるなど（日本民法1条2項）、日本民法学にも業績を残している。
自由法論に対しては、その実践的・目的的性格の故に主観的・場当たり的なご都合主義に堕する危険があり、法的安定性を害するという批判がなされる。特に、前述の信義誠実の原則や権利濫用のような抽象的・概括的規定（一般条項）や、それに相当する法理論に拠るときは、モンテスキューがかつて主張したような機械的訴訟観とはるかにかけ離れたものになる分、既存の精緻な法体系を無視して大雑把に濫用され、法的安定性を破壊する危険性をも孕んでいることに注意しなければならないといわれる。

このため、成文の制定法が良く整備されているならなるべく論理解釈を駆使して客観的な法文解釈の枠に収めるべきであり、あえて正面から自由法論を採るべきでは無いとも主張されていた。特に、後のナチス法学に対してその理論的基礎を提供して恣意的な裁判を許したという一面は強く批判されている。
また、自由法論による法の社会性の強調は、当初こそ強い反発があったが、その後あまりにも多くの賛同者を得たため、あっけなく法律学上の常識となって陳腐化してしまったとも言われ、特にドイツにおける自由法学は概念法学との統合・止揚の方向へ向かう。
そこで、法文解釈の枠組みによる論理操作までは完全に否定せず、立法過程及び制定当時の社会状況を踏まえ、現在の状況と比較することによって、法解釈に歴史的・社会的な客観的裏付けを与えようとするエールリッヒらの法社会学派と、法的安定性の見地から自由法論を批判して「法律への忠誠」を説きつつ、利益衡量の手法によって具体的妥当性を実現するべきことを説くフィリップ・ヘックらの利益法学が有力化する。
また、フランスにおいても、ドイツ法学の影響を受けつつ、成文法・慣習法以外に新法源を認めたうえで、それが比較法学などによって「科学的」に確定されなければならない（科学的自由探求）と主張したジェニーらとやや趣を異にし、類推解釈を駆使することによって、ジェニー同様の具体的妥当性を重視した結論を可能な限り成文法解釈の枠内に求めようとするレイモン・サレイユらの自由法論（進化的解釈）も有力化する。
すなわち、自由法論により提起された問題意識を受け止め、法解釈の実践的・主観的性格を認めるなら、立法当初とは異なる価値判断を法解釈に盛り込まざるをえないから、いかなる形で法解釈の客観性が保たれるかが法律家を長年にわたって悩ませたのである。まさにこの故に、法解釈は一定の結論を導くためだけの技術に過ぎないのか、客観的な科学としての法解釈学たりうるのかが、古くから議論されてきたのであった。

一方で、法解釈学の使命は裁判所によって将来実現されるであろう判断を予測・予言することにあるとして、法解釈における真理は相対的なものに過ぎないと主張したのがアメリカのホームズを祖とするリアリズム法学であった。
このようにして、かつて19世紀の大陸法学を支配した、法解釈の任務は唯一の正解の確認にあるとの信念が否定され、法解釈学の実践的・創造的性格が認識されるようになると、その指針となるべき法哲学、比較法学、法政策学、法社会学等の関連諸科学の重要性が強調されるようになる。
そして、いかなる解釈をすべきかについては、当該法文の文言を尊重しつつ、制度の趣旨・目的・社会の実態等を広く考慮して、極端な杓子定規にもご都合主義にも陥らないよう、法的安定性と具体的妥当性の調和、換言すれば、理屈と人情の調和を目指して解釈しなければならないと考えられている（→#概要）。

## 法解釈の現代的展開

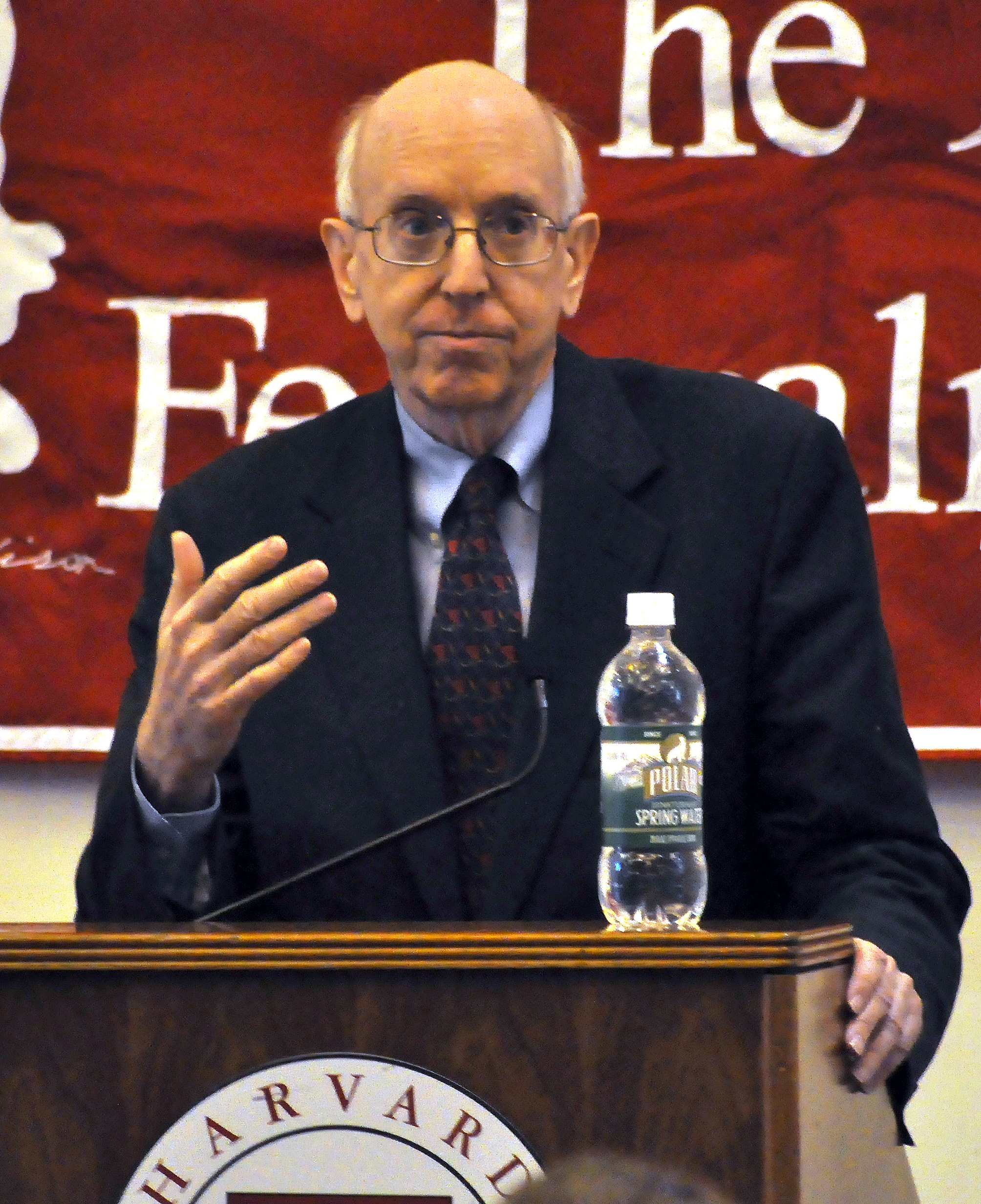
法と経済学の推進者の一人、ポズナー。その功利主義的哲学には批判もある。

以上述べてきたような、法解釈における社会学的な考え方は、ベッカリーアやベンサムによる犯罪に関する著作に端を発する。特にベンサムは、犯罪に対する法的制裁（英：sanction）によって悪い行動を抑止しうることを強調し、フォイエルバッハらに影響を与えた。また、マルクスは、唯物論の観点から法の歴史的必然性を強調してメンガーを批判し（→#概念法学と自由法論）、結果的にサヴィニーと同様、立法者の人為的努力による社会の変革という「立法への使命」を否定していた。
ところが、このような法の社会性を重視する傾向は、法解釈をして現実の政治的事情に追随する弊害を招いたとの観点から、第二次世界大戦の前後からケルゼンによって法実証主義が再評価され、これを徹底して法解釈から政治的・社会的事情を意図的に排除し、法的安定性を確保すべきとする純粋法学が主張される。現象学、物理学からの影響もあるといわれる。戦時下の日本でも多くの追随者があり、その影響の下イデオロギー的に無色の法解釈論を展開する者が少なくなかったが、しかし、その理論の極端さゆえ、普遍的な支持を得るには至らなかった。それでもなお、法律と道徳の厳格な峻別をすべきであるという思想自体は、戦後の日本刑法学における一大潮流をなしている。
一方で、特にアメリカにおいては、前述のリアリズム法学の影響はかえって裁判の客観的性格を極度に失わせ、一部の裁判官をして、自己の個人的イデオロギーに反する立法を片っ端から違憲無効を宣言する方向に向かわしめ、司法と立法の衝突が深刻な社会問題になったし、あるいはまたその反動として、極端な懐疑主義と価値相対主義に基づく司法消極主義が、司法の人為的努力による社会の変革・改善という可能性を失わせるにいたった。しかも、第二次大戦後の価値観の多様化の中で、とくに刑事公安事件や労働事件などについて、どのような法解釈によって利害調整をしたところで、その具体的妥当性の是非について何らかの非難が及ぶのは避けがたいところである。
そこで、英米においては、法学者のみならず哲学者や倫理学者等によって、主観的な価値判断の正当付けを行おうとする学問的努力が行われるようになった。日本でも、民法学者を中心に、その影響を受けた議論が見られる。
また、1960年代から70年代にかけて、ベンサム以来の経済学的アプローチを発展させて、市場メカニズムによる違法行為の抑制機能を強調し、不法行為制度を始めとする法解釈全体に、ミクロ経済学の手法を取り入れた経済学的・数学的アプローチを展開しようとする動きがアメリカを中心に活発化する。コースの定理で知られるロナルド・コースが有名である。法制度を科学的に分析するための客観的論理を提供した点に功績がある。
例えば、法社会学者の川島武宜は、日本における訴訟外での紛争解決の多さを、義理人情を尊び、法律や契約遵守の意識が弱い日本人の法意識の遅れに基づくものであると分析したが、欧米の一部の国のみを念頭においた不正確で主観的な印象論であるとして20世紀の末頃から批判され、支持を失った。そこで、アメリカの法学者の側からは、主に日米の交通事故における被害の賠償についての数理分析により、日本で訴訟件数が少ないのは交渉による裁判外紛争解決手続（ADR）等が良く機能しているためであるに過ぎず、全体としての法制度はうまくいっているとの主張が現れるなどしている。裁判所がいかなる解釈をとるべきか、いかなる結論が具体的妥当性の実現となるかについては、判決が社会に及ぼす経済的影響がしばしば決め手となることが少なくないから、このような、法の経済分析を中心とする法と経済学と呼ばれる学問はかなり急速に発展してきている。
このいわゆる法と経済学派に対しては、その前提とする、富を最大化する制度に人々が暗黙の内に同意しているという人間観や、ベンサムのいう「最大多数の最大幸福」という功利主義の哲学それ自体に疑問が呈されており、1970年代から80年代にかけては、ドウォーキンらによる正義論の復権や、女権拡張運動、人種問題などを反映した法理論が主張されるなど、法解釈における社会的・哲学的議論は多様な進展を見せつつある。

20世紀以降の法理論の傾向を一言で言うとすればそれは世界法である。第二次大戦後の各国社会の結びつきによって、手形法や商法、債権法や刑法の総則部分におけるような、本来各国別々の主権によって制定された法が世界共通の共通傾向を示す傾向を、積極的に推進しようとする立場が有力になりつつあることは20世紀から21世紀にかけての特徴となってきていることが注目される。このことは、同時に各国独自の社会事情に基づく固有の法及びその利益を享受する各国民に重大な不利益をもたらす危険性をも孕むものであるとも警戒される。これもまた、法の普遍性を強調する自然法論と、法の固有性を強調する歴史法学の対立が形を変えて現れたものということができる。

### 註釈
1. ↑  馬を禁じたのが、馬がいななくためとか繋がれた木を蹄で蹴って困るからという理由に限定されるなら、牛については繋いでも良いことになるし、馬が糞尿をして困るというのであれば、牛も繋いではいけないことになる。我妻 (2005) 150頁。一般的には馬に限定される理由はない場合がほとんどであろうが、規定の文字だけ（#文理解釈）では水かけ論になるから、その趣旨を考える必要がある（→#反対解釈・類推解釈）。我妻 (2005) 148頁
2. ↑  「具体的妥当性」は日本の牧野英一の造語であり、ヨーロッパ法学の自由法論においては「裁判上の個別主義」という。牧野（1936）24頁
3. ↑  法解釈が争点になること自体は、十二表法の時代には既にあった。ガイウス『法学提要』によれば、「葡萄の樹」（羅: vetis）を伐採されたと訴えた人物が、「樹」（羅: arbor）の伐採についての法が適用されず敗訴した、という事例があった。宮坂渉・松本和洋・出雲孝・鈴木康文『史料からみる西洋法史』（法律文化社、2024年）51頁
4. ↑  伝統的な概念法学に立脚する論者の場合は、法解釈の対象がもっぱら制定法であるのは自明の理であるから（法実証主義）、その法解釈論において法源論はほとんど顧みられないのに対し、自由法論に立つ場合には逆に法源論が中心的課題になる場合が多い。末弘嚴太郎『民法雑考』（日本評論社、1932年）5頁
5. ↑  自然法論とは、法解釈の対象となる法は、人為の制定法（実定法）に限るものではなく、自然的正義という普遍的真理によって裏付けられたものでありそれゆえに効力を有するものであるから、法律さえ変えてしまえばいくらでも法は法たりえるのではなく、制定法はそのような自然的正義に則ったものでなければならないとする思想をいう。穂積陳重（1924）199頁。法は人為的に作られるものではなく自然に在るものであるとする思想自体は古今東西に広く見られるが、西洋自然法論は、ソクラテスらギリシャ哲学によって論証された自然法論が、広く多民族に適用されるローマの万民法と実践的に結び付き、キリスト教の影響をも受けて法律の進歩発展を目指すものとして独自の発展を遂げたものであるから、東洋社会における法解釈の停滞と異なり、2千年以上もの間、活発な法解釈の動きを生み出す原動力となったのである。穂積陳重（1924）221-213頁、メイン（1948）42-57頁、穂積重遠（1950）92-94頁
6. ↑  「法律による行政の原理」とは、「行政の諸活動は、法律の定めるところにより、法律にしたがっておこなわれなければならない」という法原則ないし法思想のことをいう。藤田（2007）37頁
7. ↑  例外として、行政法規においても、明文をもって慣習法による補充を許容しているとみられる場合がある（地方自治法第238条の6、公有水面埋立法第5条第4号等）。長谷川（2008）49頁
8. ↑  行政指導という概念は、必ずしも一致したものがあるわけではないが、例えば「私人を直接相手として行われる、行政主体（行政機関）の行為であって、私人の法的利益に直接の変動を及ぼさないという意味において事実的な行為であるが、現実には、経済的・心理的その他法外的な影響力を持ち、私人の意思決定にとってしばしば重大な意味を持つようなもの一般」というように定義される。藤田（2005）325頁。例えば、行政機関が、ある建物が建築基準法や都市計画法に違反した違法建築物であると考えるとき、持主に改善を呼びかけるようなものがその一例である。藤田（2007）156頁。この行政指導に従わない場合、法令に根拠のある強制手段に踏み切るのを嫌って、水道の供給を市町村が拒否することで警告するという手段が用いられることがある。藤田（2007）159、178-179頁
9. ↑  租税法律主義とは、「法律の根拠に基づくことなしには、国家は租税を賦課・徴収することはできず、国民は租税の納付を要求されることはない」とする原則のことをいう。金子（2011）69頁
10. ↑  もっとも、具体的妥当性の見地からローマ法との共通点を見出して再評価したり、大岡政談にみられるような意図的な「見て見ぬふり」が、一種の慣習法として江戸から明治、大正時代と脈々と受け継がれ、ついに起訴便宜主義として立法化を見るに至ったものとする見解もある。末弘厳太郎『嘘の効用』（改造社、1924年）9-12頁
11. ↑  法治主義の理解は一様でなく、第二次大戦後には、西ドイツを中心に、法律上の根拠さえあれば何でもできるという19世紀以来の形式的法治主義は妥当ではないのではないか、という実質的法治主義の観点からの議論がなされた（悪法問題）。藤田（2005）123頁、村上・守矢・マルチュケ（2008）36頁
12. ↑  このために、論理解釈と目的解釈が事実上同一視されて論じられたり、或は目的的論理解釈と目的論的論理解釈とが同一視ないし混同されたりすることがある。長谷川（2008）412頁、笹倉（2007）7頁、青井（2007）460頁
13. ↑  刑を減軽又は免除する場合のように、被告人に有利な方向での類推解釈まで禁止されるわけではない。裁判所職員総合研修所（2007）20頁、牧野（1928）50頁、平野（1977）23頁
14. ↑  
また、旧民法が採ったように、「第三者」が当該物権の特喪につき善意の「第三者」に限られるとする主義を採るときは、善意か悪意かは外部からは容易にわかりえないものであるため、その事実認定をめぐって困難が生じうるから実際上の不都合をも生じうるとも説明されている。松波仁一郎・仁保亀松・仁井田益太郎合著、穂積陳重・富井政章・梅謙次郎校閲『帝國民法正解第参巻』（日本法律学校、1896年、信山社〈日本立法資料全集〉、1997年）145頁
15. ↑  この立場においては、実質的考慮をせざるを得ない拡張・縮小解釈は論理解釈のカテゴリーから除外される。星野（1970）14頁
16. ↑  文理解釈・立法的解釈の重要性を説く文脈において、石坂説による創始という経緯を省いて、判例・通説の解釈論は我妻栄の体系書に書かれていることであると説明されることもある。内田貴『民法改正:契約のルールが百年ぶりに変わる』（ちくま新書、2011年）140頁
17. ↑  条文の項（段落）の文章が二文で成るとき、一文目を前段、二段目を後段と呼ぶ。長谷川（2008）
18. ↑  例えば、民法第1編中の「代理」に関する規定はその最大部分をドイツ民法草案に拠ったものであるにもかかわらず、その最大の特徴である授権行為の思想を採用していないが、実際上外国法を継受して成立した法典においては、時として妥協の産物により、必ずしも十分な理由なくしてある部分に付き重要な一部を排除した例もまた少なくない。富井（1922）95頁、仁井田ほか（1938）23頁。そこで、法典が明文上ドイツ民法の主義を採用しなかった事実を重視するのであれば、民法典は当該部分につきフランス法の主義（委任説）を採用していることになると考えられるが、ローマ法からフランス法・ドイツ法へと続く代理制度の歴史的沿革を考えるときは、代理権限は委任契約のみから生じるものとは限らず、労働契約や組合契約によっても生じうるものであるから、委任契約と代理権授与とは別物である（単独行為説）ことが初めて明確に意識されたのはドイツ法においてであるから、日本民法がこれを採用しなかったことに必ずしも合理的な理由があるとはいえず、その不備を認めて類推解釈によって是正する理論的基礎が肯定されうるわけである（→#論理解釈の典型例）。牧野（1924）75頁、富井（1922）96頁、仁井田ほか（1938）23頁
19. ↑  石坂・鳩山・末弘はいずれも著作において極端な母法及び沿革の重視に疑問を述べる点で共通するが、ドイツ法学の摂取のあり方には差異があり、石坂と鳩山の差異を強調するものとして、末弘厳太郎・穂積重遠・牧野英一・我妻栄「鳩山先生の思い出」鳩山（1955）462頁（牧野発言）、石坂・鳩山と末弘の差異を強調するものとして、星野（1986）227-232頁。もっとも、沿革の認識自体には大差ない。星野（1970）72頁。各人の認識につき、石坂音四郎、鳩山秀夫、末弘厳太郎参照
20. ↑  日本国憲法第76条3項の規定する、裁判官を拘束する「法律」は、形式的意味の「法律」（日本国憲法第59条）に限られず、政令・規則・条例・慣習法などを含む意味に解されているが、立法資料まで含まれるとは説かれないのが一般である。伊藤（1995）578頁、佐藤幸治『憲法』第3版（青林書院〈現代法律学講座〉、1995年）328頁、長谷部恭男『憲法』第4版（新世社〈新法学ライブラリー〉、2008年）327頁
21. ↑  抽象的に正しい解釈を観念することは可能であるとの主張もある。渡辺洋三『法社会学と法解釈学』（岩波書店、1959年）148頁、星野（1970）42頁、前者はマルクス主義、後者は自然法論を前提とする。田中（1994）357-358頁。日本での法解釈論争については来栖三郎 (法学者)、星野英一、甲斐道太郎、平井宜雄参照
22. ↑  こうしたフランス法学の傾向は、特にナポレオン失脚後の王政復古期において極限に達する。金山（2003）144頁。法学教育への政治的干渉がなされたことから、法解釈は註釈の枠に閉じこもり、ひたすら平穏を願わなければならなくなったのである。金山（2003）144頁
23. ↑  演繹的・抽象的性格の強い法体系の下においては、法の形成と発展は、個々の具体的紛争の解決を主眼とする弁護士よりも、法学者や司法官僚（裁判官や検察官等）によって担われがちだからである。村山・濱野（2003）31頁、金山（2003）156頁
24. ↑  フランスでは自由法論といわずに科学学派というが、日本語では特に区別せず自由法論と呼ぶのが一般である。牧野（1944）105頁
25. ↑  ただし、ナチス刑法においては教育刑論は否定されている点に独自の特色があり、牧野英一はこれを支持していない。牧野（1941）247-255頁、潮見・利谷（1974）263頁
26. ↑  サレイユ自身は、ジェニーの学説との差異が必ずしも大きいものではないことを強調している。牧野（1936）65頁
27. ↑  刑法においては、特に自由保障機能と法益保護機能の調和の問題となって現れる。大塚（2008）3頁、藤木（1975）45頁、裁判所職員総合研修所（2007）7-8頁、日本国憲法第31条参照
28. ↑  刑事訴訟法においては、特に適正手続と真実発見の調和の問題となって現れる。団藤重光『新刑事訴訟法綱要 七訂版』（創文社、1967年）27-29頁、日本刑事訴訟法第1条参照
29. ↑  民事訴訟法においては、訴訟手続の適正公平と、訴訟経済・迅速な裁判実現の調和の問題となって現れる。兼子一『民事訴訟法体系 増訂版』（酒井書店、1965年）36頁、日本民事訴訟法2条参照
30. ↑  ヒトラーのナチ党は法的安定性を軽視して民族共同体という目的を強調し、一方ムッソリーニのファシスト党は法の権威を誇示するために法的安定性を押し付けようとしたのであって、ファシズムのような権威主義が同じ法解釈の傾向を示すとは限らない。団藤（2007）234頁
31. ↑  加藤雅信の調査によれば、アメリカと日本における契約意識ないし法律意識は、川島やルース・ベネディクトが考えていたような対照的なものではなく、共に世界の平均である（ドイツ・フランスよりも日米の契約遵守度は高い）。加藤（2007）557頁
32. ↑  日本の裁判外紛争解決制度である調停制度自体が、アメリカを範として成立したものと考えられている。牧野（1936）20頁。ドイツでも、1924年の司法制度改革に際しては、裁判に依らない紛争解決に積極的な評価が与えられている。ラートブルフ（1964）196頁。これらの制度は、自由法論が目指した具体的妥当性の実現という理想と歩調を合わせるものとして積極的に理解すべきであるとも主張されている。牧野（1936）24頁
33. ↑  例えば、いわゆるグレーゾーン金利に関する昭和39年の最高裁判所大法廷判決における横田正俊裁判官反対意見は、あまりに「借主保護の理想」に傾きすぎ貸金業者に対して「厳格な規制を強行するときは」、貸し渋りを招いて「金融梗塞という借主のためにはならない結果又は闇金利の横行というような法律軽視の風を招来するおそれのあることも反省されなければならない」と指摘しているが、このような論を経済学的に実証することができれば、多数意見である判例の立場に対する有力な反論の論拠となるものと考えることができる。五十嵐清『法学入門 第4版』（2015年、悠々社）181頁